# Lista dos laureados com o Prêmio Shanti Swarup Bhatnagar de Ciência e Tecnologia
O Prêmio Shanti Swarup Bhatnagar de Ciência e Tecnologia é um dos mais significativos prêmios multidisciplinares em ciências da Índia. Foi instituído em 1958 pelo Council of Scientific and Industrial Research em memória de Shanti Swaroop Bhatnagar, seu diretor fundador, e reconhece excelência em pesquisa científica na Índia.

## Lista de recipientes

### Informações gerais
| Categoria                                          | Ano de início | Total de recipientes | Primeiro recipiente                 |
| -------------------------------------------------- | ------------- | -------------------- | ----------------------------------- |
| Ciências Biológicas                                | 1960          | 95                   | Toppur Seethapathy Sadasivan        |
| Ciências Químicas                                  | 1960          | 92                   | Tuticorin Raghavachari Govindachari |
| Ciências da Terra, Atmosfera Oceânica e Planetária | 1972          | 47                   | Kshitindramohan Naha                |
| Ciências da Engenharia                             | 1960          | 77                   | Homi Sethna                         |
| Ciências Matemáticas                               | 1959          | 67                   | Komaravolu Chandrasekharan          |
| Ciências Médicas                                   | 1961          | 61                   | Ram Behari Arora                    |
| Ciências Físicas                                   | 1958          | 96                   | Kariamanickam Srinivasa Krishnan    |

| Gênero dos recipientes | Gênero dos recipientes | Gênero dos recipientes | Gênero dos recipientes | Gênero dos recipientes |
| ---------------------- | ---------------------- | ---------------------- | ---------------------- | ---------------------- |
|                        |                        |                        |                        |                        |
| Masculino              | Masculino              |                        | 519                    | 519                    |
| Feminino               | Feminino               |                        | 16                     | 16                     |

## Ciências Biológicas

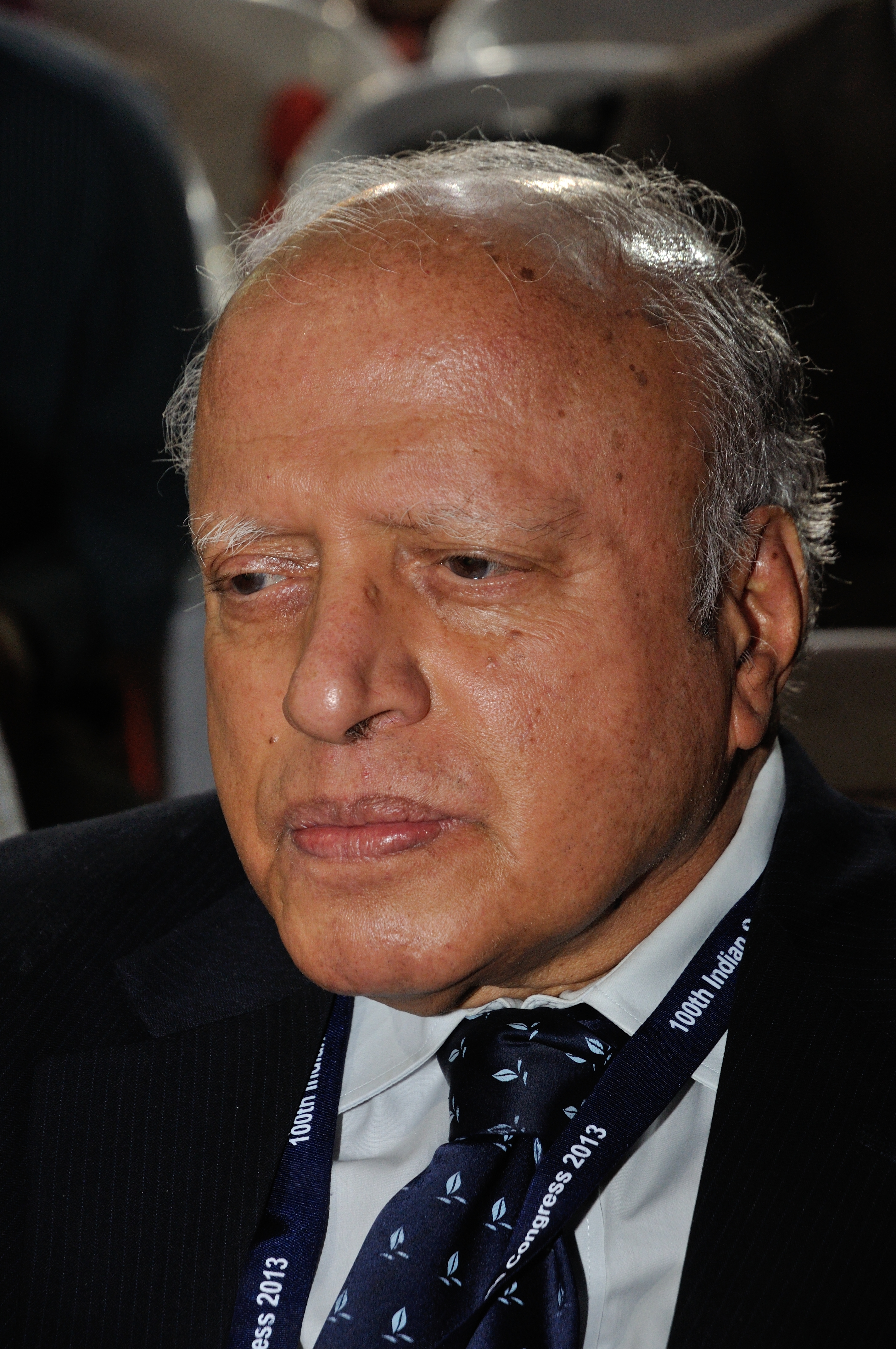
M. S. Swaminathan

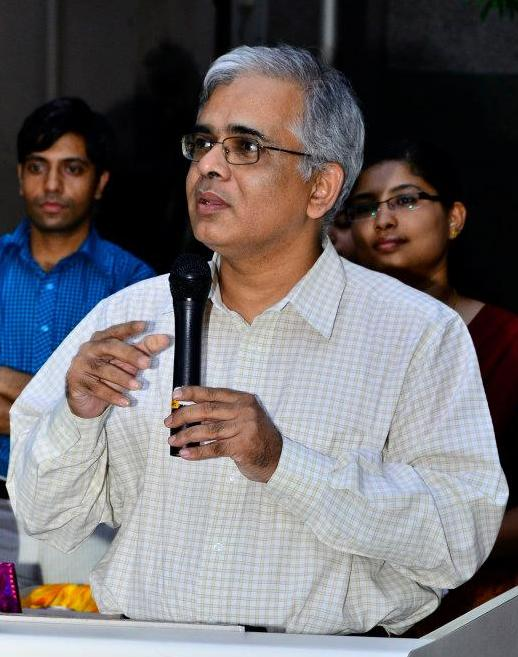
Shekhar C. Mande

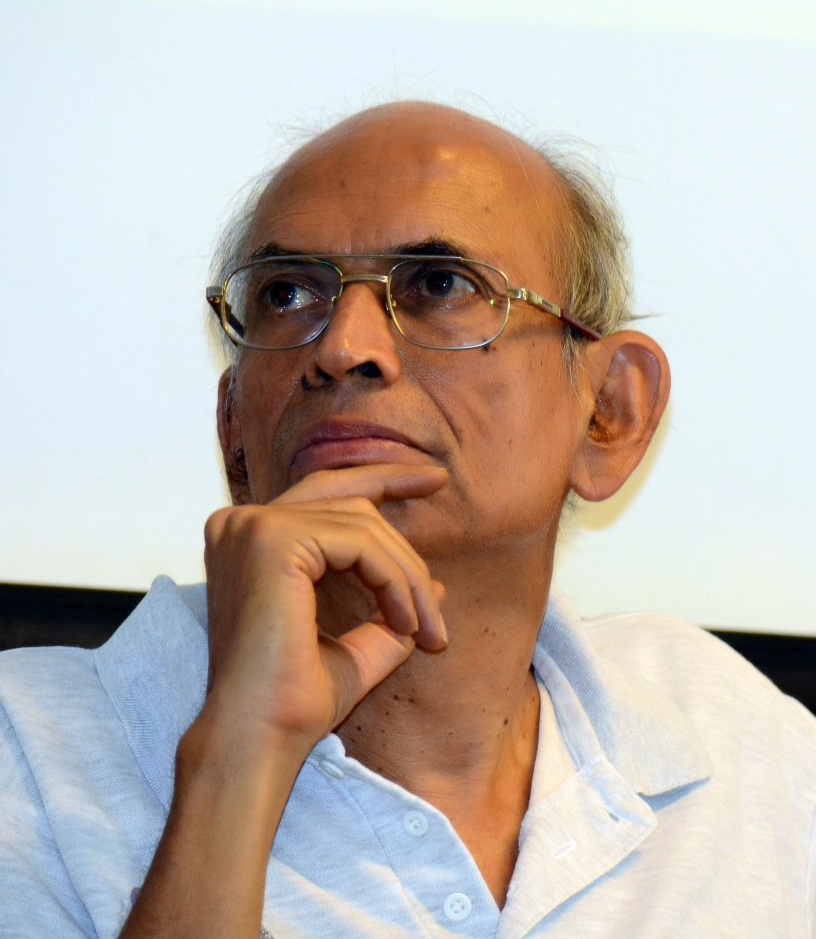
Madhav Gadgil

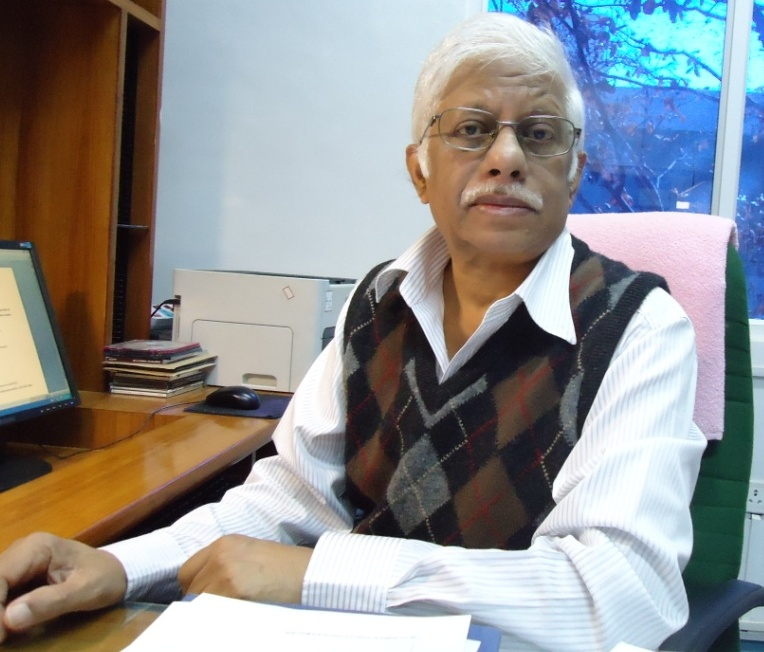
M. R. S. Rao

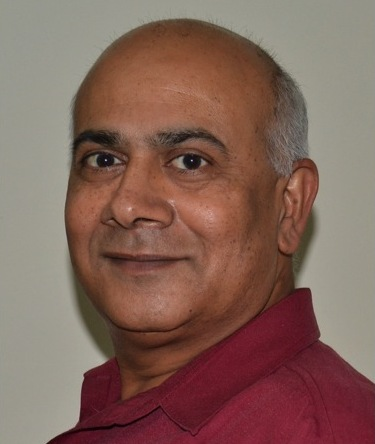
Dinakar M. Salunke

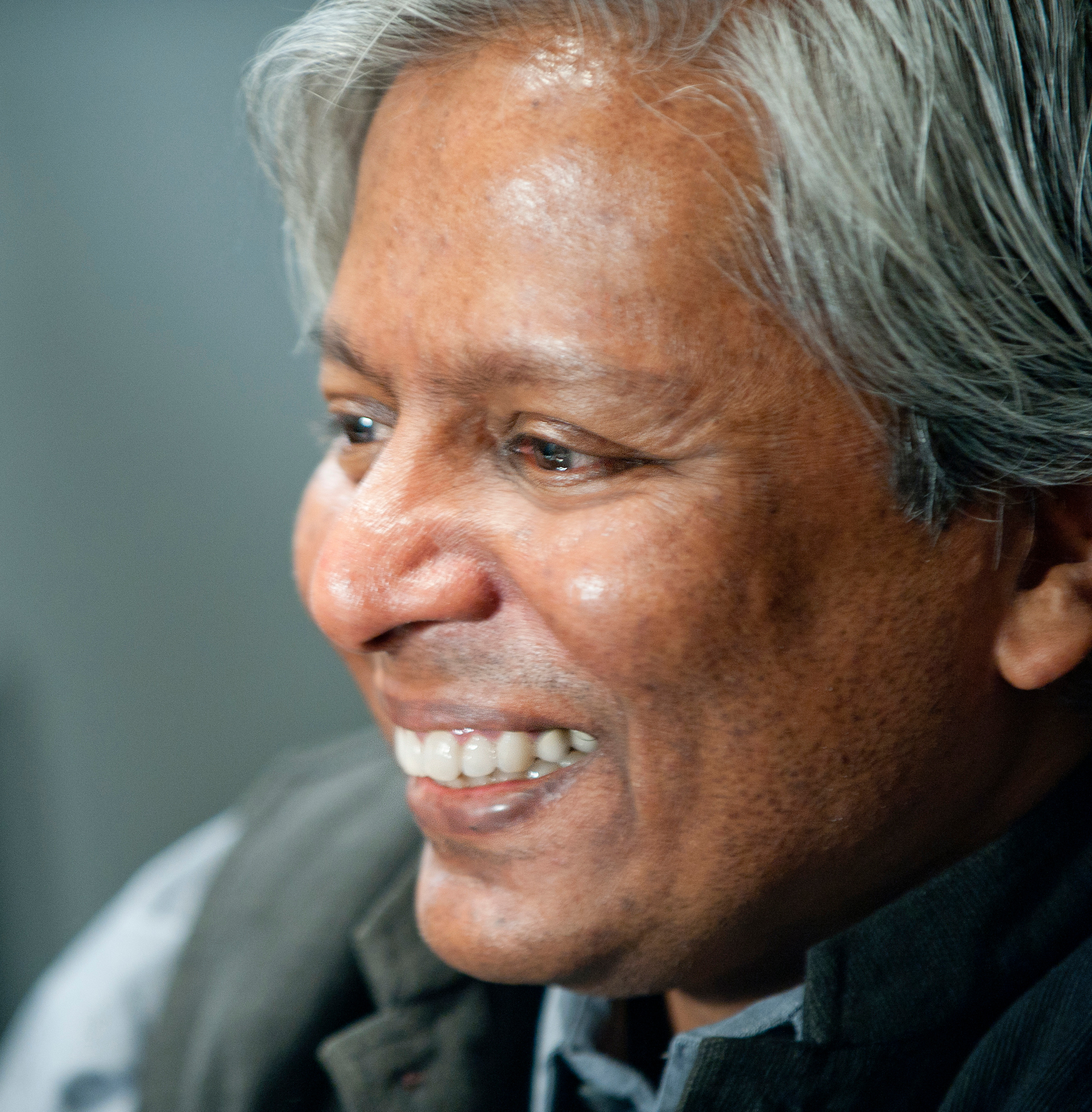
K. VijayRaghavan

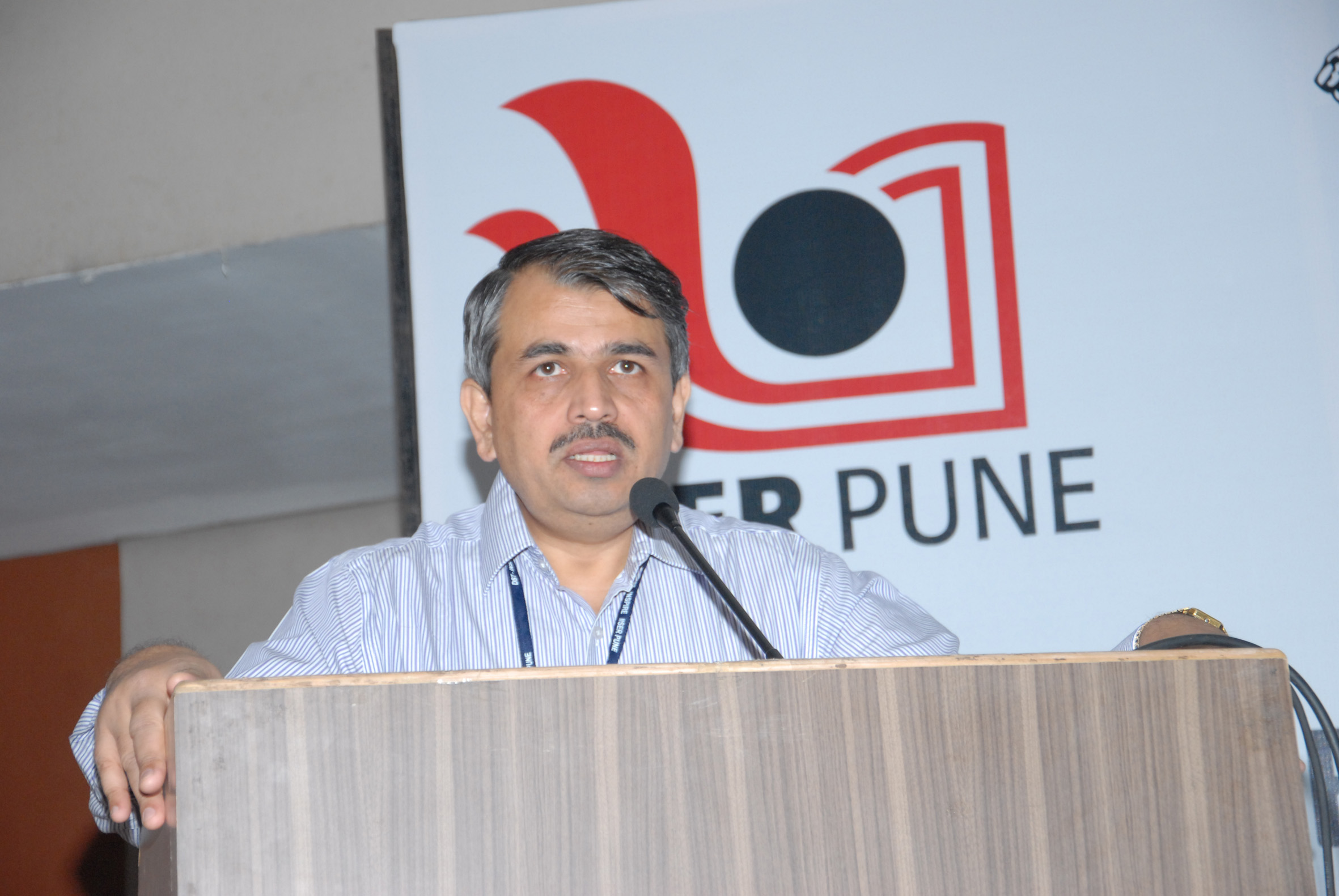
L. S. Shashidhara

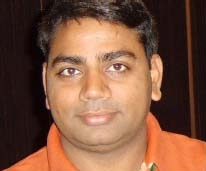
Rajeev Kumar Varshney

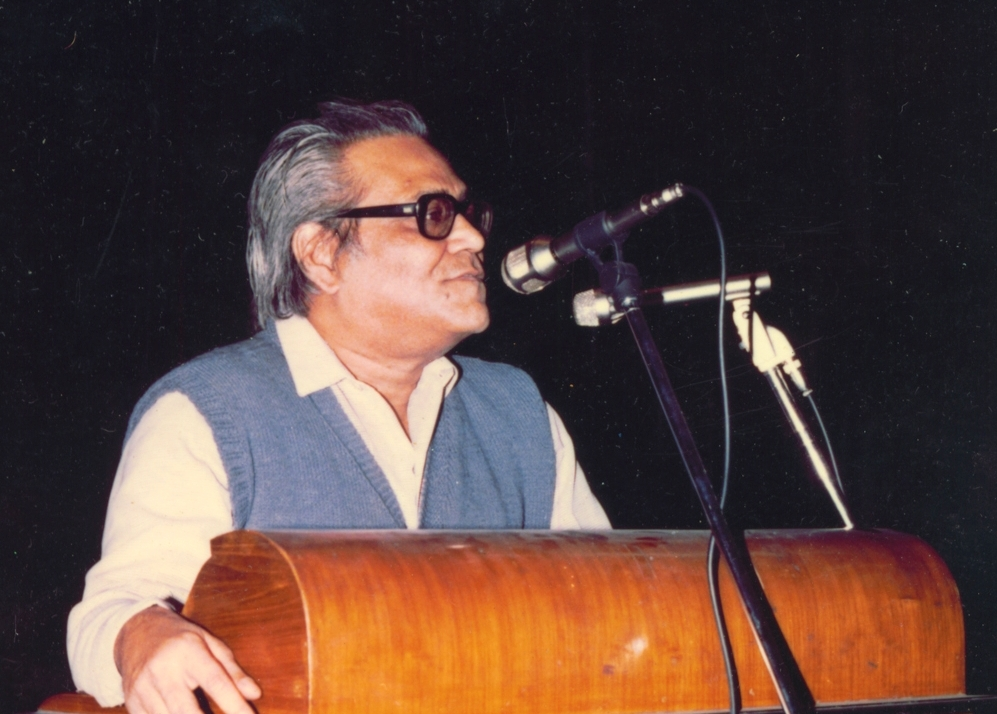
Amar Nath Bhaduri

| Ano  | Recipiente                                 | Local          | Especialização             |
| ---- | ------------------------------------------ | -------------- | -------------------------- |
| 1960 | Toppur Seethapathy Sadasivan               | Tamil Nadu     | Fitopatologia              |
| 1961 | Monkombu Sambasivan Swaminathan            | Tamil Nadu     | Genética                   |
| 1962 | Bimal Kumar Bachhawat                      | West Bengal    | Glicobiologia              |
| 1963 | Jagannath Ganguly                          | West Bengal    | Bioquímica                 |
| 1964 | Dilbagh Singh Athwal                       | Punjab         | Melhoria vegetal           |
| 1965 | C. V. Subramanian                          | Tamil Nadu     | Micologia                  |
| 1966 | Neelamraju Ganga Prasada Rao               | Andhra Pradesh | Genética                   |
| 1966 | Hari Krishan Jain                          | Delhi          | Citogenética               |
| 1967 | Arun Kumar Sharma                          | Delhi          | Citogenética               |
| 1968 | T. A. Venkitasubramanian                   | Delhi          | Bioquímica                 |
| 1971 | N. Balakrishnan Nair                       | Kerala         | Biologia marinha           |
| 1971 | Madhu Sudan Kanungo                        | Odisha         | Gerontologia               |
| 1972 | Birendra Bijoy Biswas                      | West Bengal    | Fitopatologia              |
| 1972 | Satish Chandra Maheshwari                  | Rajastan       | Biologia molecular         |
| 1973 | B. R. Murty                                | Delhi          | Genética                   |
| 1973 | Sardul Singh Guraya                        | Punjab         | Biologia celular           |
| 1974 | John Barnabas                              | Maharashtra    | Biologia evolutiva         |
| 1975 | Archana Sharma                             | Maharashtra    | Citogenética               |
| 1975 | Obaid Siddiqi                              | Uttar Pradesh  | Genética                   |
| 1976 | Kishan Singh                               | Delhi          | Fitopatologia              |
| 1976 | Guru Prakash Dutta                         | Uttar Pradesh  | Imunologia                 |
| 1977 | T. C. Anand Kumar                          | Tamil Nadu     | Biologia da reprodução     |
| 1978 | V. Sasisekharan                            | USA            | Biologia molecular         |
| 1979 | Maroli Krishnayya Chandrashekaran          | Tamil Nadu     | Neurofisiologia            |
| 1979 | Amar Nath Bhaduri                          | West Bengal    | Enzimologia                |
| 1980 | Jamuna Sharan Singh                        | Uttar pradesh  | Ecologia vegetal           |
| 1980 | Asis Datta                                 | West Bengal    | Biologia molecular         |
| 1981 | Sushil Kumar                               | Uttar Pradesh  | Genética                   |
| 1981 | Prafullachandra Vishnu Sane                | Uttar Pradesh  | Bioquímica                 |
| 1982 | Sunil Kumar Podder                         | Karnataka      | Biofísica                  |
| 1982 | Ramamirtha Jayaraman                       | Tamil Nadu     | Genética microbial         |
| 1983 | Govindarajan Padmanaban                    | Tamil Nadu     | Bioquímica                 |
| 1984 | Thavamani Jegajothivel Pandian             | Tamil Nadu     | Bioenergética              |
| 1984 | K. R. K. Easwaran                          | Kerala         | Biofísica                  |
| 1985 | C. M. Gupta                                | Rajastan       | Biologia da membrana       |
| 1985 | Mamannamana Vijayan                        | Kerala         | Biologia estrutural        |
| 1986 | Madhav Gadgil                              | Maharashtra    | Biologia da conservação    |
| 1987 | Sudhir Kumar Sopory                        | Haryana        | Fitopatologia              |
| 1987 | Avadhesha Surolia                          | Rajastan       | Glicobiologia              |
| 1988 | Bhabatarak Bhattacharyya                   | West Bengal    | Biologia estrutural        |
| 1988 | Manchanahalli Rangaswamy Satyanarayana Rao | Karnataka      | Ciências biológicas        |
| 1989 | Manju Ray                                  | West Bengal    | Bioquímica                 |
| 1989 | Subhash Chandra Lakhotia                   | Uttar Pradesh  | Genética                   |
| 1990 | Samir K. Brahmachari                       | West Bengal    | Biofísica                  |
| 1991 | Virendra Nath Pandey                       | Uttar Pradesh  | Virologia                  |
| 1991 | Srinivas Kishanrao Saidapur                | Karnataka      | Biologia da reprodução     |
| 1992 | Kuppamuthu Dharmalingam                    | Tamil Nadu     | Engenharia genética        |
| 1992 | Dipankar Chatterji                         | West Bengal    | Biologia molecular         |
| 1993 | M. R. N. Murthy                            | Karnataka      | Biologia molecular         |
| 1993 | Raghavendra Gadagkar                       | Uttar Pradesh  | Ecologia                   |
| 1994 | Ramakrishnan Nagaraj                       | Andhra Pradesh | Biofísica                  |
| 1994 | Alok Bhattacharya                          | Delhi          | Parasitologia              |
| 1995 | Kalappa Muniyappa                          | Karnataka      | Genética                   |
| 1995 | Seyed Ehtesham Hasnain                     | Bihar          | Biologia molecular         |
| 1996 | Ghanshyam Swarup                           | Uttar Pradesh  | Biologia molecular         |
| 1996 | Vishweshwaraiah Prakash                    | Karnataka      | Tecnologia de alimentos    |
| 1997 | Kanury Venkata Subba Rao                   | Maharashtra    | Biotecnologia              |
| 1997 | Jayaraman Gowrishankar                     | Tamil Nadu     | Microbiologia              |
| 1998 | Debi Prasad Sarkar                         | Delhi          | Imunologia                 |
| 1998 | K. VijayRaghavan                           | Karnataka      | Biotecnologia              |
| 1999 | Siddhartha Roy                             | West Bengal    | Biologia estrutural        |
| 1999 | V. Nagaraja                                | Karnataka      | Biologia molecular         |
| 2000 | Jayant B. Udgaonkar                        | Maharashtra    | Bioquímica                 |
| 2000 | Dinakar Mashnu Salunke                     | Karnataka      | Biologia estrutural        |
| 2001 | Umesh Varshney                             | Madhya Pradesh | Biologia molecular         |
| 2002 | Amitabha Mukhopadhyay                      | West Bengal    | Biologia molecular         |
| 2002 | Raghavan Varadarajan                       | Karnataka      | Biofísica                  |
| 2003 | Satyajit Mayor                             | Maharashtra    | Biologia de células-tronco |
| 2004 | Gopal Kundu                                | West Bengal    | Genética                   |
| 2004 | Ramesh Venkata Sonti                       | Andhra Pradesh | Genética                   |
| 2005 | Shekhar C. Mande                           | Maharashtra    | Biologia estrutural        |
| 2005 | Tapas Kumar Kundu                          | West Bengal    | Biologia molecular         |
| 2006 | Vinod Bhakuni                              | Uttar Pradesh  | Biofísica                  |
| 2006 | Rajesh Sudhir Gokhale                      | Delhi          | Biologia química           |
| 2007 | Narayanaswamy Srinivasan                   | Tamil Nadu     | Genômica                   |
| 2007 | Upinder Singh Bhalla                       | Delhi          | Neurobiologia              |
| 2008 | L. S. Shashidhara                          | Maharashtra    | Genética                   |
| 2008 | Gajendra Pal Singh Raghava                 | Uttar Pradesh  | Bioinformática             |
| 2009 | Amitabh Joshi                              | Karnataka      | Genética                   |
| 2009 | Bhaskar Saha                               | Maharashtra    | Imunologia                 |
| 2010 | Sanjeev Galande                            | Maharashtra    | Genômica                   |
| 2010 | Shubha Tole                                | Maharashtra    | Neurociência               |
| 2011 | Amit Prakash Sharma                        | Delhi          | Biologia estrutural        |
| 2011 | Rajan Sankaranarayanan                     | Tamil Nadu     | Biologia molecular         |
| 2012 | Shantanu Chowdhury                         | West Bengal    | Genômica                   |
| 2012 | Suman Kumar Dhar                           | West Bengal    | Biologia molecular         |
| 2013 | Sathees Chukkurumbal Raghavan              | Kerala         | Biofísica                  |
| 2014 | Roop Mallik                                | Uttar Pradesh  | Biofísica                  |
| 2015 | Balasubramanian Gopal                      | Karnataka      | Biofísica                  |
| 2015 | Rajeev Kumar Varshney                      | Uttar Pradesh  | Genética                   |
| 2016 | Rishikesh Narayanan                        | Karnataka      | Neurociência               |
| 2016 | Suvendra Nath Bhattacharyya                | West Bengal    | Biologia molecular         |
| 2017 | Deepak T. Nair                             | Kerala         | Fitopatologia              |
| 2017 | Sanjeev Das                                | Delhi          | Biologia do câncer         |
| 2018 | Thomas Pucadyil                            | Kerala         | Bioquímica da membrana     |
| 2018 | Ganesh Nagaraju                            | Karnataka      | Reparo de DNA              |

## Ciências Químicas

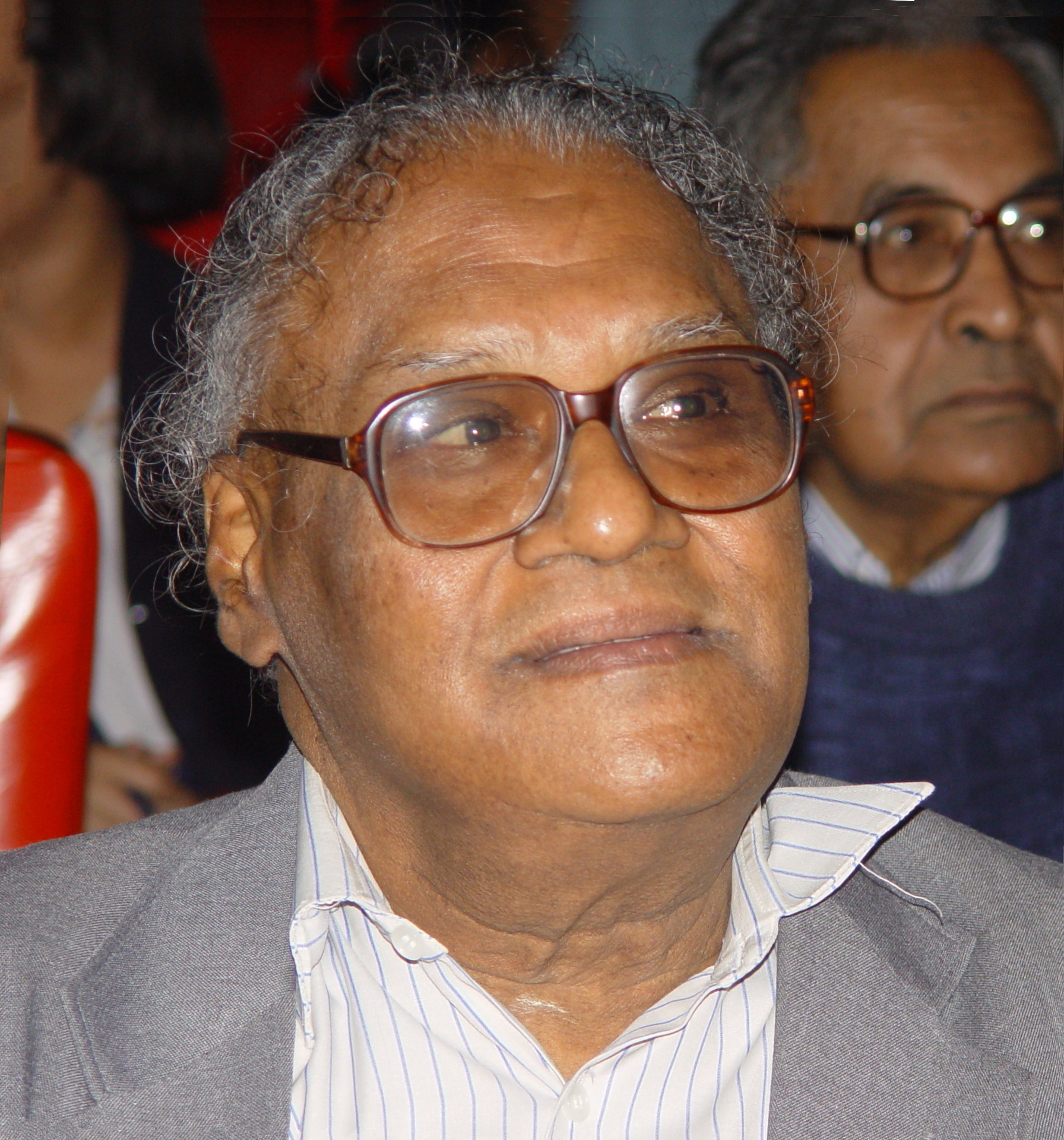
C. N. R. Rao

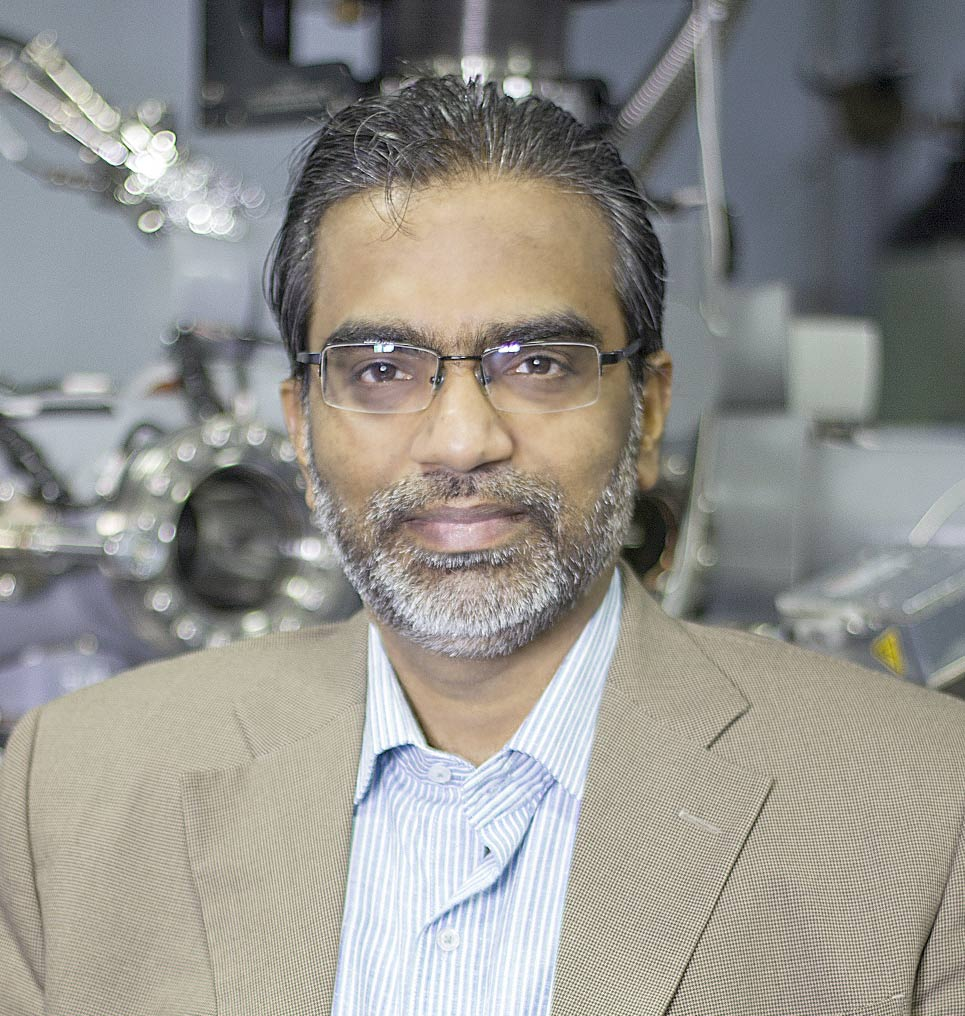
Thalappil Pradeep

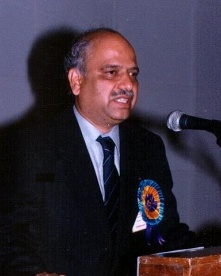
Shridhar Ramachandra Gadre

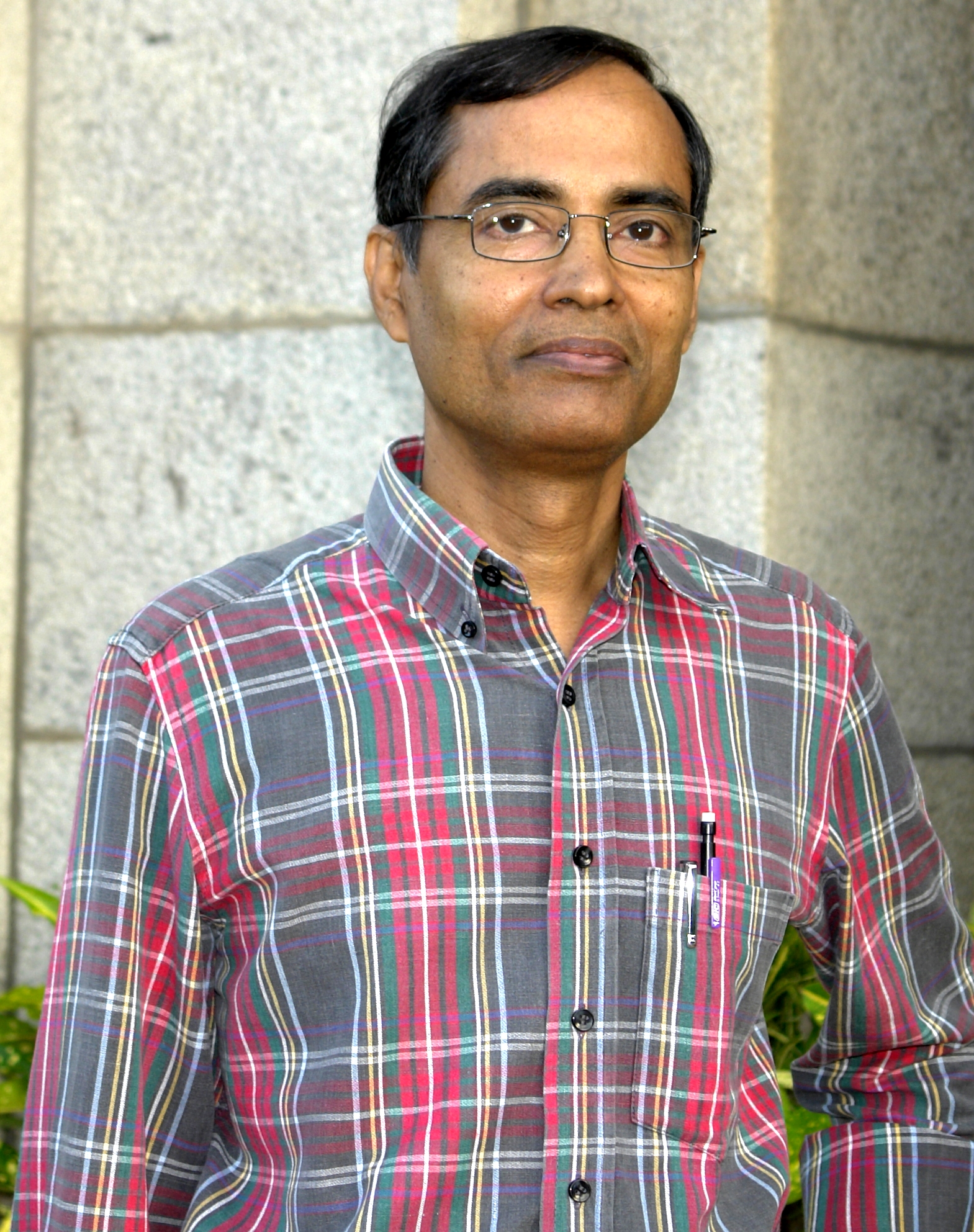
E. D. Jemmis

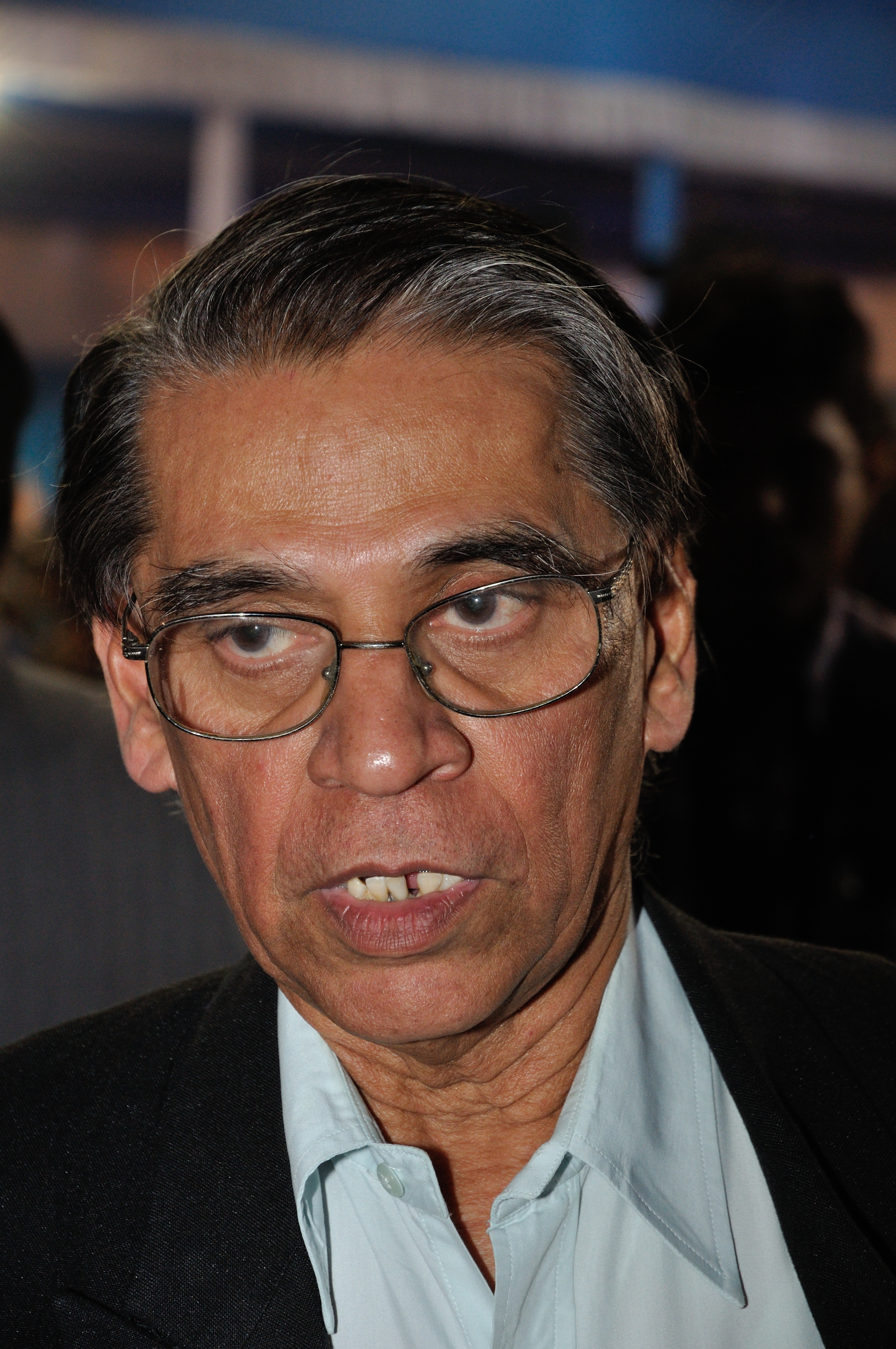
Thirumalachari Ramasami

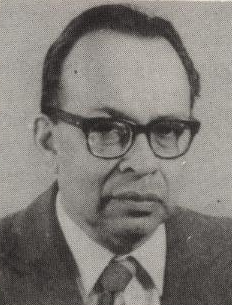
Manojit Mohan Dhar

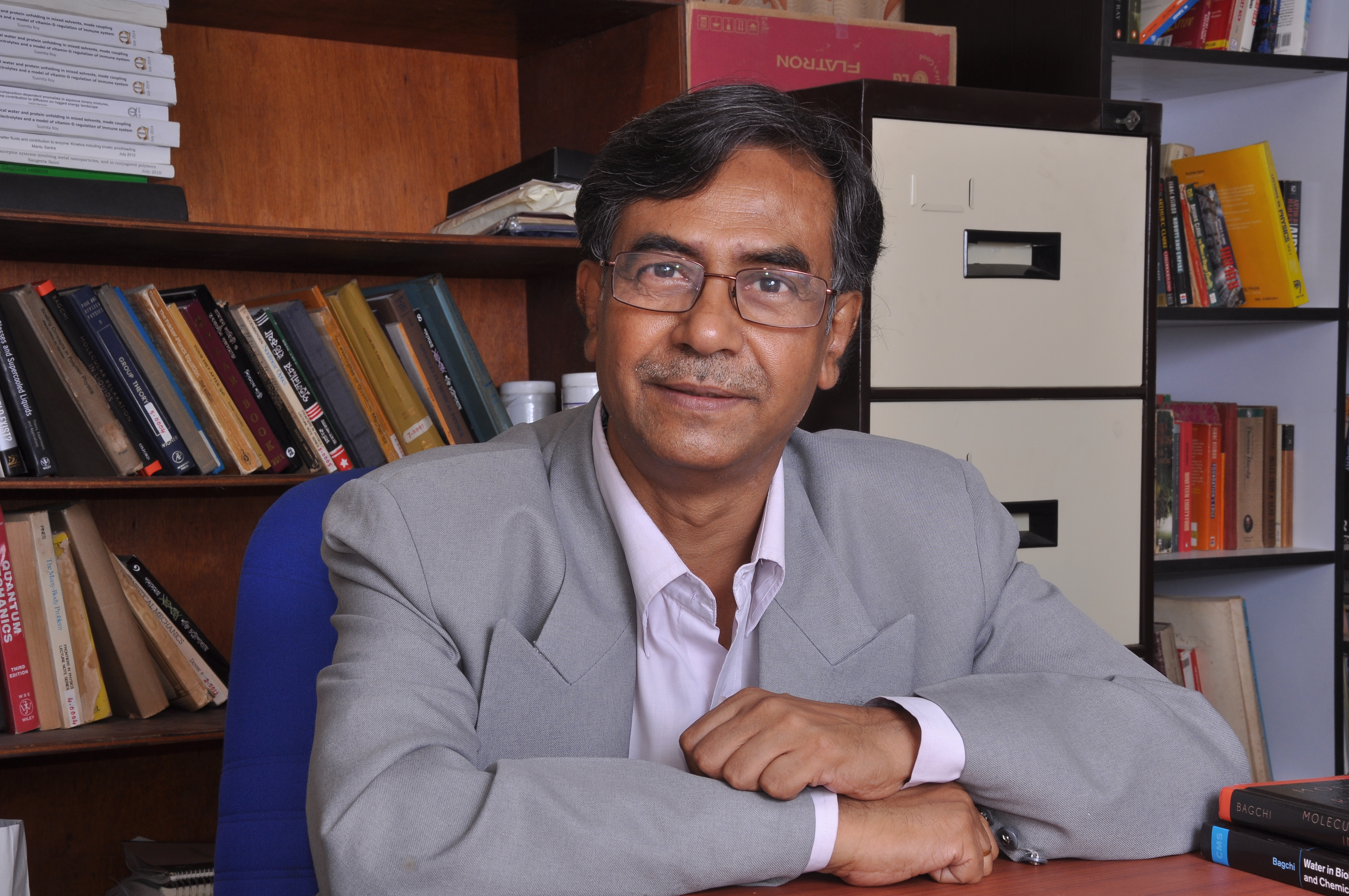
Biman Bagchi

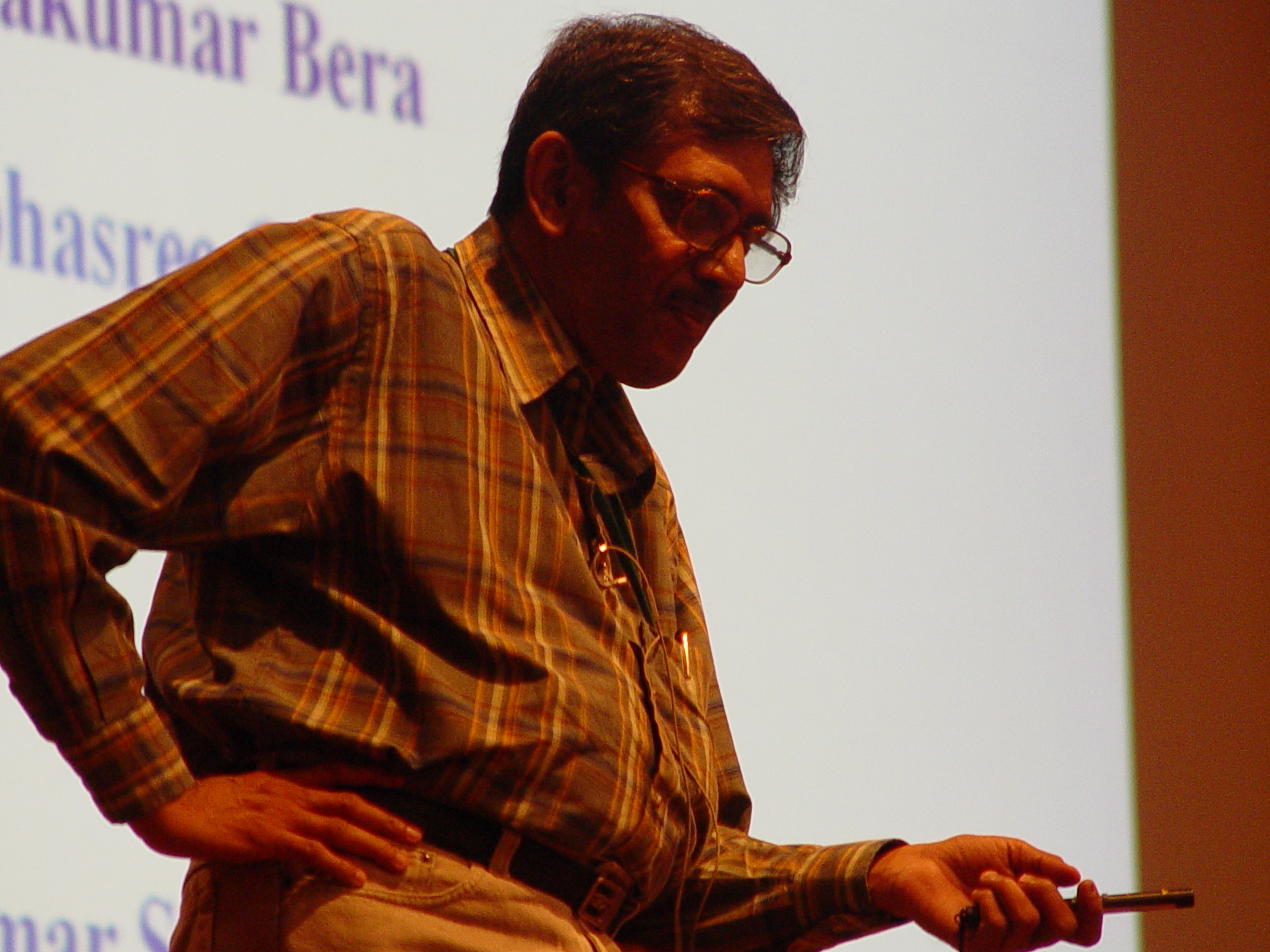
Debashis Mukherjee

| Ano  | Recipiente                        | Local          | Especialização           |
| ---- | --------------------------------- | -------------- | ------------------------ |
| 1960 | T. R. Govindachari                | Tamil Nadu     | Química bioorgânica      |
| 1961 | Asima Chatterjee                  | West Bengal    | Fitomedicina             |
| 1962 | Sasanka Chandra Bhattacharyya     | West Bengal    | Química orgânica         |
| 1963 | Bal Dattatreya Tilak              | Maharashtra    | Química heterocíclica    |
| 1964 | Sukh Dev                          | Punjab         | Química orgânica         |
| 1965 | Sadhan Basu                       | West Bengal    | Química dos polímeros    |
| 1965 | Ram Charan Mehrotra               | Uttar Pradesh  | Química organometálica   |
| 1966 | N. A. Ramaiah                     | Andhra Pradesh | Química do açúcar        |
| 1967 | Mushi Santappa                    | Andhra Pradesh | Físico-química           |
| 1968 | Chintamani Nagesa Ramachandra Rao | Karnataka      | Química do estado sólido |
| 1969 | Amolak Chand Jain                 | Delhi          | Química bioorgânica      |
| 1970 | P. T. Narasimhan                  | USA            | Química teórica          |
| 1971 | Manojit Mohan Dhar                | Uttar Pradesh  | Química medicinal        |
| 1972 | A. P. B. Sinha                    | USA            | Química do estado sólido |
| 1972 | Satinder Vir Kessar               | Haryana        | Química orgânica         |
| 1973 | Hirdaya Behari Mathur             | Rajastan       | Espectroscopia           |
| 1973 | Manapurathu Verghese George       | Kerala         | Fotoquímica              |
| 1974 | Usha Ranjan Ghatak                | West Bengal    | Estereoquímica           |
| 1974 | Kuppuswamy Nagarajan              | Tamil Nadu     | Química orgânica         |
| 1975 | Dewan Singh Bhakuni               | Uttar Pradesh  | Química medicinal        |
| 1975 | Animesh Chakravorty               | West Bengal    | Química inorgânica       |
| 1976 | Devadas Devaprabhakara            | USA            | Química alicíclica       |
| 1977 | Subramania Ranganathan            | Andhra Pradesh | Química orgânica         |
| 1977 | Mihir Chowdhury                   | West Bengal    | Espectroscopia           |
| 1978 | Girjesh Govil                     | Maharashtra    | Biofísica molecular      |
| 1978 | Goverdhan Mehta                   | Rajastan       | Química orgânica         |
| 1981 | Dorairajan Balasubramanian        | Tamil Nadu     | Bioquímica               |
| 1981 | Bidyendu Mohan Deb                | West Bengal    | Química teórica          |
| 1982 | Chunni Lal Khetrapal              | Uttar Pradesh  | Física química           |
| 1982 | G. S. R. Subba Rao                | Andhra Pradesh | Síntese orgânica         |
| 1983 | Naba Kishore Ray                  | Odisha         | Química computacional    |
| 1983 | Samaresh Mitra                    | West Bengal    | Bioquímica               |
| 1984 | Paramasivam Natarajan             | Tamil Nadu     | Fotoquímica              |
| 1984 | Kalya Jagannath Rao               | Karnataka      | Nanomateriais            |
| 1986 | Padmanabhan Balaram               | Maharashtra    | Bioquímica               |
| 1987 | Debashis Mukherjee                | West Bengal    | Química teórica          |
| 1988 | Kaushal Kishore                   | Uttar Pradesh  | Química dos polímeros    |
| 1989 | Srinivasan Chandrasekaran         | Tamil Nadu     | Química organometálica   |
| 1989 | Mihir Kanti Chaudhuri             | Assam          | Química inorgânica       |
| 1990 | Narayanasami Sathyamurthy         | Tamil Nadu     | Química teórica          |
| 1990 | B. M. Choudary                    | Andhra Pradesh | Nanomateriais            |
| 1991 | Biman Bagchi                      | Karnataka      | Biofísica química        |
| 1991 | Jhillu Singh Yadav                | Andhra Pradesh | Agroquímica              |
| 1992 | Suryanarayanasastry Ramasesha     | Karnataka      | Eletrônica molecular     |
| 1992 | Sumit Bhaduri                     | West Bengal    | Química organometálica   |
| 1993 | Shridhar Ramachandra Gadre        | Maharashtra    | Química teórica          |
| 1993 | Thirumalachari Ramasami           | Tamil Nadu     | Química inorgânica       |
| 1994 | Dipankar Das Sarma                | West Bengal    | Química do estado sólido |
| 1994 | Eluvathingal Devassy Jemmis       | Kerala         | Química teórica          |
| 1995 | Jayaraman Chandrasekhar           | Karnataka      | Química computacional    |
| 1995 | Kizhakeyil Lukose Sebastian       | Kerala         | Química teórica          |
| 1996 | Mariappan Periasamy               | Tamil Nadu     | Química orgânica         |
| 1996 | Narayanan Chandrakumar            | Tamil Nadu     | Físico-química           |
| 1997 | Adusumilli Srikrishna             | Andhra Pradesh | Química orgânica         |
| 1997 | Kankan Bhattacharyya              | West Bengal    | Espectroscopia laser     |
| 1998 | Akhil Ranjan Chakravarty          | Karnataka      | Química bioinorgânica    |
| 1998 | Krishna N. Ganesh                 | Karnataka      | Química bioorgânica      |
| 1999 | Ganesh Prasad Pandey              | Uttar Pradesh  | Química orgânica         |
| 1999 | Deb Shankar Ray                   | West Bengal    | Espectroscopia           |
| 2000 | Pradeep Mathur                    | Iran           | Química organometálica   |
| 2000 | Sourav Pal                        | Maharashtra    | Química teórica          |
| 2001 | Uday Maitra                       | Karnataka      | Química supramolecular   |
| 2001 | Tavarekere Kalliah Chandrashekar  | Karnataka      | Química bioinorgânica    |
| 2002 | Tushar Kanti Chakraborty          | Karnataka      | Química orgânica         |
| 2002 | Murali Sastry                     | Tamil Nadu     | Nanomateriais            |
| 2003 | Santanu Bhattacharya              | Karnataka      | Biologia química         |
| 2003 | Vadapalli Chandrasekhar           | Uttar Pradesh  | Química inorgânica       |
| 2004 | Siva Umapathy                     | Karnataka      | Fotoquímica              |
| 2004 | Vinod K. Singh                    | Uttar Pradesh  | Ligando quiral           |
| 2005 | Samaresh Bhattacharya             | West Bengal    | Química inorgânica       |
| 2005 | Subramaniam Ramakrishnan          | Karnataka      | Química dos polímeros    |
| 2006 | Srinivasan Sampath                | Karnataka      | Eletroquímica            |
| 2006 | K. George Thomas                  | Kerala         | Fotoquímica              |
| 2007 | Amalendu Chandra                  | West Bengal    | Mecânica dos fluidos     |
| 2007 | Ayyappanpillai Ajayaghosh         | Kerala         | Química supramolecular   |
| 2008 | Thalappil Pradeep                 | Kerala         | Nanoparticles            |
| 2008 | Jarugu Narasimha Moorthy          | Andhra Pradesh | Química orgânica         |
| 2009 | Charusita Chakravarty             | Delhi          | Química teórica          |
| 2009 | Narayanaswamy Jayaraman           | Tamil Nadu     | Química orgânica         |
| 2010 | Sandeep Verma                     | Uttar Pradesh  | Química bioorgânica      |
| 2010 | Swapan Kumar Pati                 | West Bengal    | Fenômenos magnéticos     |
| 2011 | Garikapati Narahari Sastry        | Andhra Pradesh | Química computacional    |
| 2011 | Balasubramanian Sundaram          | Karnataka      | Química computacional    |
| 2012 | Gangadhar J. Sanjayan             | Kerala         | Química bioorgânica      |
| 2012 | Govindasamy Mugesh                | Tamil Nadu     | Química medicinal        |
| 2013 | Yamuna Krishnan                   | Karnataka      | Química orgânica         |
| 2014 | Souvik Maiti                      | West Bengal    | Biofísica química        |
| 2014 | Kavirayani Ramakrishna Prasad     | Karnataka      | Química orgânica         |
| 2015 | D. Srinivasa Reddy                | Andhra Pradesh | Química medicinal        |
| 2015 | Pradyut Ghosh                     | West Bengal    | Química inorgânica       |
| 2016 | Partha Sarathi Mukherjee          | West Bengal    | Química supramolecular   |
| 2017 | G. Naresh Patwari                 | Telangana      | Espectroscopia           |
| 2018 | Rahul Banerjee                    | West Bengal    | Química estrutural       |
| 2018 | Swadhin Kumar Mandal              | West Bengal    | Química organometálica   |

## Ciências da Terra, Atmosfera Oceânica e Planetária

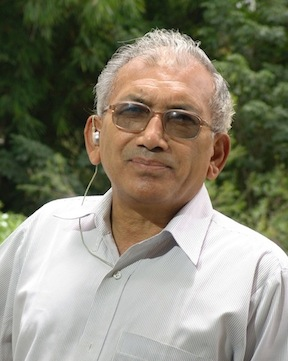
Khadg Singh Valdiya

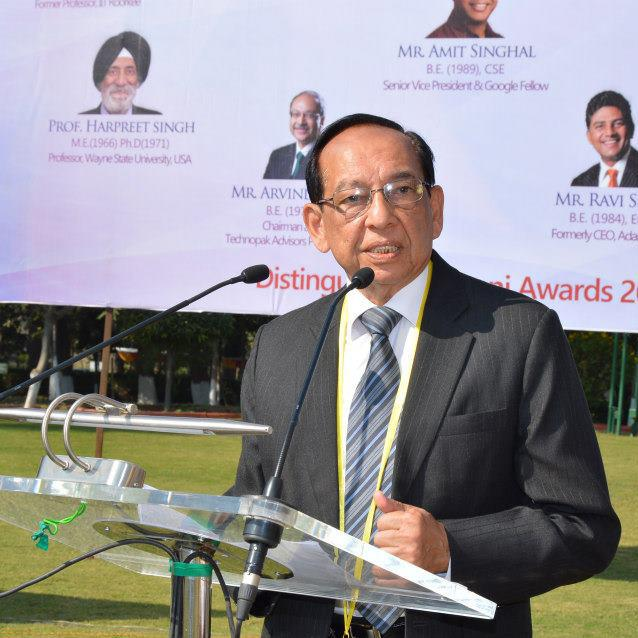
Harsh Gupta

| Ano  | Recipiente                   | Local          | Especialização                        |
| ---- | ---------------------------- | -------------- | ------------------------------------- |
| 1972 | Kshitindramohan Naha         | West Bengal    | Geologia pré-Cambriana                |
| 1976 | Mihir Kumar Bose             | West Bengal    | Petrologia ígnea                      |
| 1976 | Khadg Singh Valdiya          | Uttarakhand    | Geologia ambiental                    |
| 1977 | Subir Kumar Ghosh            | West Bengal    | Geologia estrutural                   |
| 1977 | Krishan Lal Kaila            | Telangana      | Sismologia                            |
| 1978 | Hassan Nasiem Siddiquie      | Uttar Pradesh  | Geologia marinha                      |
| 1978 | B. L. K. Somayajulu          | Andhra Pradesh | Geoquímica                            |
| 1979 | Vinod Kumar Gaur             | Uttar Pradesh  | Sismologia                            |
| 1980 | Basanta Kumar Sahu           | Odisha         | Modelagem matemática                  |
| 1980 | Janardan Ganpatrao Negi      | Maharashtra    | Geofísica teórica                     |
| 1982 | Kunchithapadam Gopalan       | Tamil Nadu     | Geocronologia                         |
| 1983 | Syed Mahmood Naqvi           | Telangana      | Geologia pré-Cambriana                |
| 1983 | Harsh Gupta                  | Telangana      | Sismologia                            |
| 1984 | Sethunathasarma Krishnaswami | Kerala         | Geoquímica                            |
| 1984 | Subhrangsu Kanta Acharyya    | West Bengal    | Geodinâmica                           |
| 1985 | Rishi Narain Singh           | Uttar Pradesh  | Modelagem geofísica                   |
| 1986 | Alok Krishna Gupta           | West Bengal    | Mineralogia                           |
| 1986 | Kumarendra Mallick           | Odisha         | Geofísica                             |
| 1987 | Pramod Sadasheo Moharir      | Maharashtra    | Signal processing                     |
| 1988 | Sampat Kumar Tandon          | Delhi          | Estratigrafia física                  |
| 1989 | Prem Chand Pandey            | Uttar Pradesh  | Polar Research, sensoriamento remoto  |
| 1991 | Sudipta Sengupta             | West Bengal    | Geologia estrutural                   |
| 1991 | Sri Niwas                    | Uttar Pradesh  | Geofísica                             |
| 1992 | Satish Ramnath Shetye        | Goa            | Oceanografia física                   |
| 1993 | Uma Charan Mohanty           | Odisha         | Meteorologia                          |
| 1994 | Jitendra Nath Goswami        | Assam          | Geocronologia                         |
| 1995 | Bhupendra Nath Goswami       | Assam          | Meteorologia                          |
| 1996 | Shyam Sundar Rai             | Uttar Pradesh  | Geofísica                             |
| 1996 | Syed Wajih Ahmad Naqvi       | Uttar Pradesh  | Biogeoquímica, gases do efeito estufa |
| 1998 | Rengaswamy Ramesh            | Tamil Nadu     | Palaeoclimatology                     |
| 2001 | Kolluru Sree Krishna         | Andhra Pradesh | Geofísica marinha                     |
| 2001 | Prashant Goswami             | Assam          | Atmospheric modelling                 |
| 2002 | Sankar Kumar Nath            | West Bengal    | Sismologia                            |
| 2002 | Ganapati Shankar Bhat        | Maharashtra    | Atmospheric sciences                  |
| 2003 | Kanchan Pande                | Uttaranchal    | Isotope geology                       |
| 2003 | G. V. R. Prasad              | Andhra Pradesh | Paleontology                          |
| 2005 | Nibir Mandal                 | West Bengal    | Geologia estrutural                   |
| 2006 | Pulak Sengupta               | West Bengal    | Metamorphic petrology                 |
| 2006 | Gufran-Ullah Beig            | Maharashtra    | Atmospheric sciences                  |
| 2007 | Anil Bhardwaj                | Uttar Pradesh  | Space science                         |
| 2008 | P. N. Vinayachandran         | Kerala         | Oceanografia física                   |
| 2009 | S. K. Satheesh               | Kerala         | Aerossois atmosféricos                |
| 2011 | Shankar Doraiswamy           | Karnataka      | Oceanography                          |
| 2014 | Sachchida Nand Tripathi      | Uttar Pradesh  | Atmospheric Sciences                  |
| 2015 | Jyotiranjan Srichandan Ray   | Odisha         | Geoquímica                            |
| 2016 | Sunil Kumar Singh            | Gujarat        | Geoquímica                            |
| 2017 | S. Suresh Babu               | Kerala         | Aerossois atmosféricos                |
| 2018 | Parthasarathi Chakraborty    | West Bengal    | Geoquímica ambiental                  |

## Ciências da Engenharia

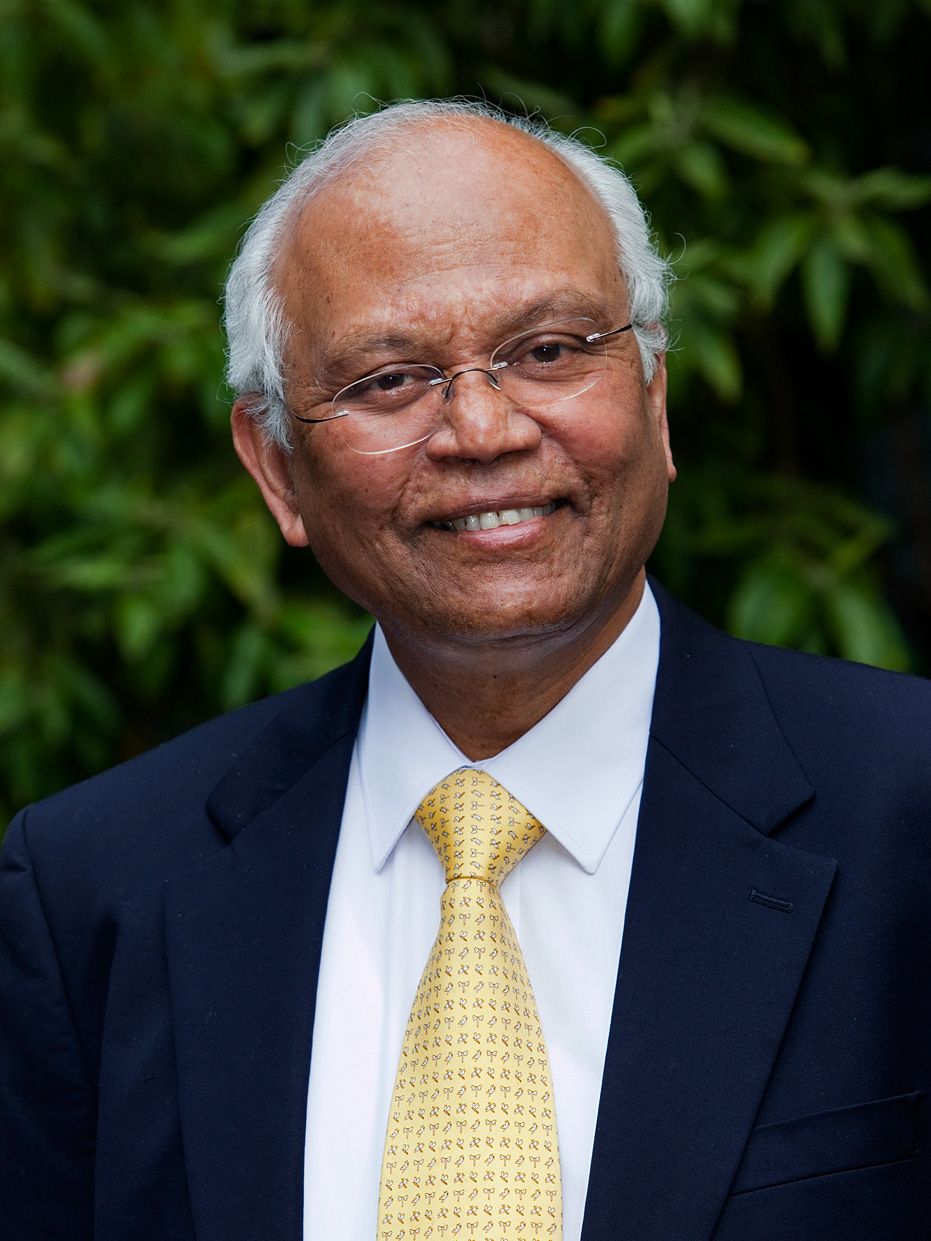
Raghunath Mashelkar

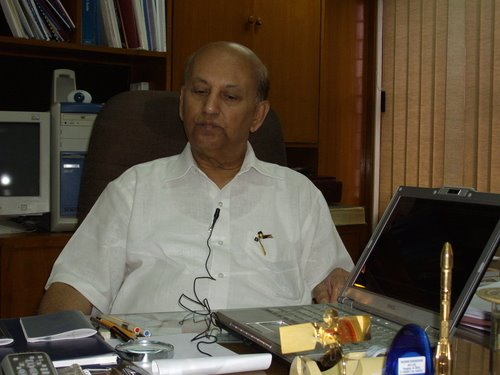
U. R. Rao

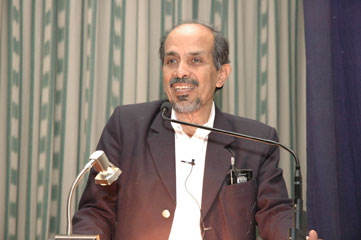
Roddam Narasimha

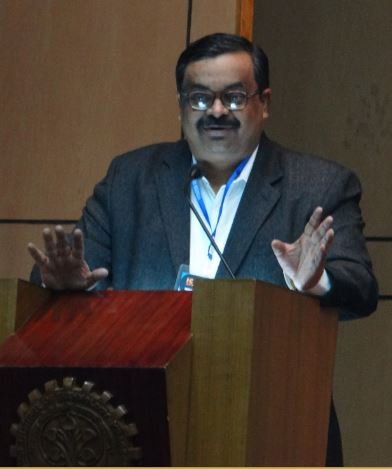
Partha Pratim Chakraborty

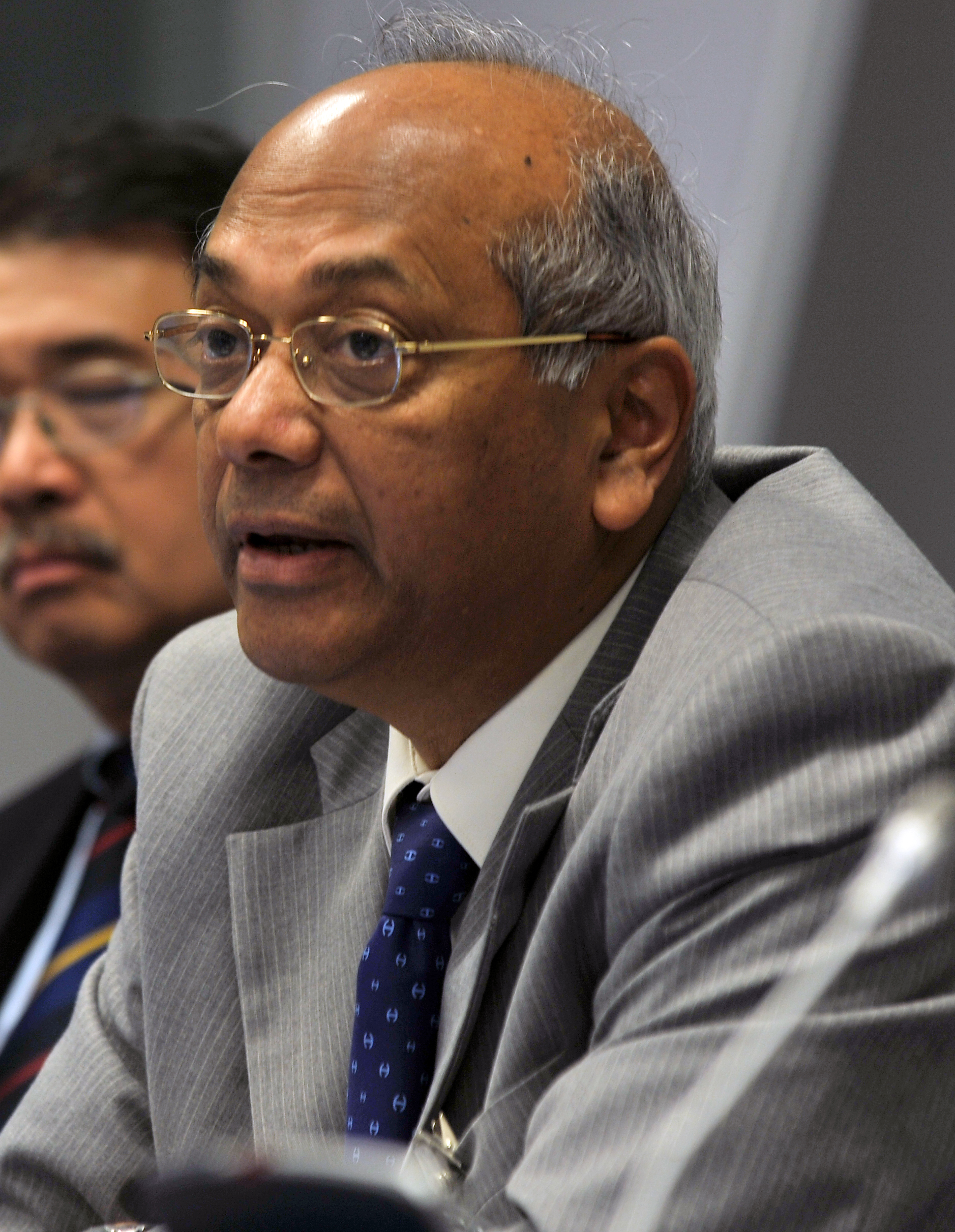
Srikumar Banerjee

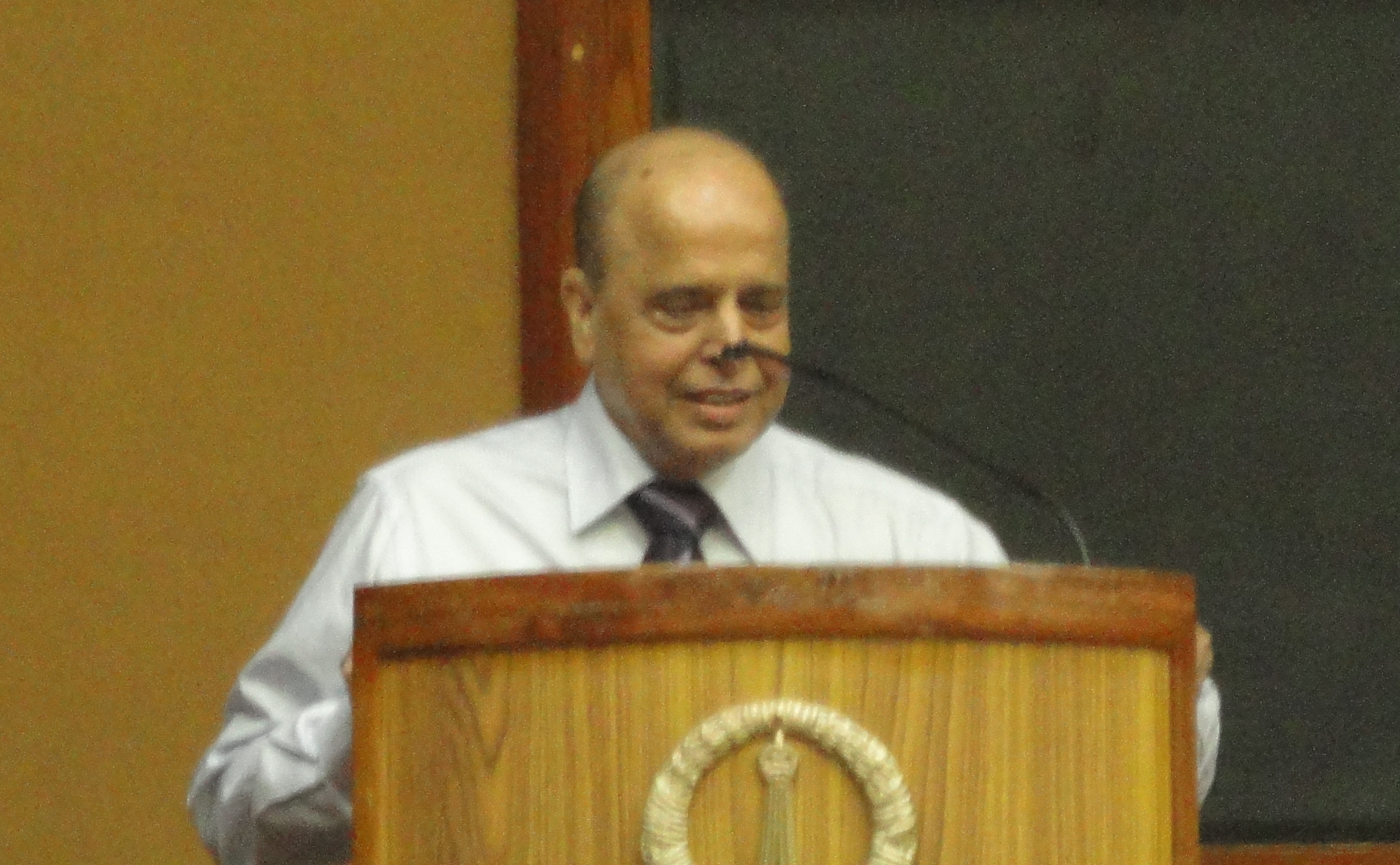
K. Kasturirangan

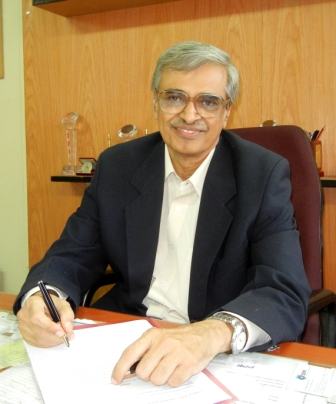
Kamanio Chattopadhyay

| Ano  | Recipiente                                   | Local          | Especialização                     |
| ---- | -------------------------------------------- | -------------- | ---------------------------------- |
| 1960 | Homi Nusserwanji Sethna                      | Maharashtra    | Engenharia química                 |
| 1962 | Man Mohan Suri                               | Punjab         | Suri-Transmission                  |
| 1963 | Brahm Prakash                                | Punjab         | Metalurgia                         |
| 1964 | Bal Raj Nijhawan                             | Uttar Pradesh  | Engenharia metalúrgica             |
| 1965 | Ayyagari Sambasiva Rao                       | Telangana      | Engenharia eletrônica              |
| 1966 | Jai Krishna                                  | Uttar Pradesh  | Engenharia de terremoto            |
| 1967 | Tanjore Ramachandra Anantharaman             | Tamil Nadu     | Metalurgia                         |
| 1968 | Kshitish Ranjan Chakravorty                  | Tamil          | Ciência dos fertilizantes          |
| 1971 | Amitabha Bhattacharyya                       | Sikkim         | Engenharia de produção             |
| 1972 | Govind Swarup                                | Uttar Pradesh  | Radioastronomia                    |
| 1972 | Rajindar Pal Wadhwa                          | Delhi          | Engenharia de microondas           |
| 1973 | Man Mohan Sharma                             | Rajastan       | Engenharia química                 |
| 1974 | Roddam Narasimha                             | Karnataka      | Dinâmica dos fluidos               |
| 1974 | Mangalore Anantha Pai                        | Karnataka      | Sistemas de potência               |
| 1975 | Udipi Ramachandra Rao                        | Karnataka      | Ciência do espaço                  |
| 1976 | Rajinder Kumar                               | Punjab         | Multiphase phenomena               |
| 1976 | Vaidyeswaran Rajaraman                       | Tamil Nadu     | Ciência da computação              |
| 1978 | Digvijai Singh                               | Uttar Pradesh  | Lubrificação de filme fluido       |
| 1978 | S. N. Seshadri                               | Kerala         | Control systems                    |
| 1979 | Palle Rama Rao                               | Andhra Pradesh | Metalurgia                         |
| 1980 | Vallampadugai Srinivasa Raghavan Arunachalam | Karnataka      | Ciência dos materiais              |
| 1981 | S. C. Dutta Roy                              | West Bengal    | Processamento de sinais            |
| 1982 | Raghunath Anant Mashelkar                    | Goa            | Engenharia química                 |
| 1983 | Suhas Pandurang Sukhatme                     | Maharashtra    | Transmissão de calor               |
| 1983 | Krishnaswamy Kasturirangan                   | Kerala         | Ciência do espaço                  |
| 1984 | D. D. Bhawalkar                              | Madhya Pradesh | Física óptica                      |
| 1984 | Paul Ratnasamy                               | Tamil Nadu     | Catálise                           |
| 1985 | Patcha Ramachandra Rao                       | Andhra Pradesh | Metalurgia                         |
| 1986 | Manohar Lal Munjal                           | Punjab         | Engenharia de áudio                |
| 1987 | Shrikant Lele                                | Uttar Pradesh  | Termodinâmica computacional        |
| 1988 | Surendra Prasad                              | Delhi          | Processamento de sinais            |
| 1988 | B. D. Kulkarni                               | Maharashtra    | Engenharia de reações químicas     |
| 1989 | Gundabathula Venkateswara Rao                | Kerala         | Método dos elementos finitos       |
| 1989 | Srikumar Banerjee                            | West Bengal    | Metalurgia                         |
| 1990 | Sankar Kumar Pal                             | West Bengal    | Fuzzy neural network               |
| 1990 | Gangan Prathap                               | Singapore      | Structural mechanics               |
| 1991 | Jyeshtharaj Joshi                            | Maharashtra    | Nuclear science                    |
| 1992 | Vivek Borkar                                 | Maharashtra    | Stochastic control                 |
| 1993 | Dipankar Banerjee                            | Karnataka      | Metalurgia                         |
| 1993 | Suresh Kumar Bhatia                          | Australia      | Catálise                           |
| 1994 | Govindan Sundararajan                        | Andhra Pradesh | Engenharia de superfícies          |
| 1995 | Kamanio Chattopadhyay                        | West Bengal    | Metalurgia física                  |
| 1997 | Devang Vipin Khakhar                         | Maharashtra    | Processamento de polímeros         |
| 1998 | Anurag Sharma                                | Delhi          | Fotônica                           |
| 1998 | Ashok Jhunjhunwala                           | West Bengal    | Telecomunicações                   |
| 1999 | Ramarathnam Narasimhan                       | Tamil Nadu     | Mecânica da fratura                |
| 2000 | Viswanathan Kumaran                          | Tamil Nadu     | Dinâmica dos fluidos               |
| 2000 | Partha Pratim Chakraborty                    | West Bengal    | Ciência da computação              |
| 2002 | Ashutosh Sharma                              | Rajastan       | Engenharia química                 |
| 2003 | Atul Chokshi                                 | Karnataka      | Engenharia de materiais            |
| 2003 | Soumitro Banerjee                            | West Bengal    | Bifurcation theory                 |
| 2004 | Subhasis Chaudhuri                           | West Bengal    | Image processing                   |
| 2004 | Vivek Ranade                                 | Maharashtra    | Fluid dynamics                     |
| 2005 | V. Ramgopal Rao                              | Andhra Pradesh | Nanoelectronics                    |
| 2005 | Kalyanmoy Deb                                | Tripura        | Ciência da computação              |
| 2006 | Ashish Kishore Lele                          | Maharashtra    | Química dos polímeros              |
| 2006 | Sanjay Mittal                                | Uttar Pradesh  | Dinâmica dos fluidos computacional |
| 2007 | Rama Govindarajan                            | Telangana      | Dinâmica dos fluidos               |
| 2007 | B. S. Murty                                  | Tamil Nadu     | Metalurgia                         |
| 2008 | Ranjan Mallik                                | Delhi          | Communications theory              |
| 2009 | Giridhar Madras                              | Karnataka      | Polymer engineering                |
| 2009 | Jayant Haritsa                               | Karnataka      | Ciência da computação              |
| 2010 | G. K. Ananthasuresh                          | Tamil Nadu     | Topology optimization              |
| 2010 | Sanghamitra Bandyopadhyay                    | West Bengal    | Ciência da computação              |
| 2011 | Sirshendu De                                 | West Bengal    | Engenharia química                 |
| 2011 | Upadrasta Ramamurty                          | Andhra Pradesh | Engenharia de materiais            |
| 2012 | N. Ravishankar                               | Karnataka      | Nanostructured materials           |
| 2012 | Shanthi Pavan                                | Tamil Nadu     | VLSI Designs                       |
| 2013 | Bikramjit Basu                               | West Bengal    | Cerâmica técnica                   |
| 2013 | Suman Chakraborty                            | West Bengal    | Nanofluids                         |
| 2014 | S. Venkata Mohan                             | Andhra Pradesh | Engenharia do ambiente             |
| 2014 | Soumen Chakrabarti                           | Maharashtra    | Ciência da computação              |
| 2015 | Yogesh M. Joshi                              | Maharashtra    | Reologia                           |
| 2016 | Avinash Kumar Agarwal                        | Rajasthan      | Engenharia mecânica                |
| 2016 | Venkata Padmanabhan                          | Karnataka      | Ciência da computação              |
| 2017 | Aloke Paul                                   | West Bengal    | Engenharia de materiais            |
| 2017 | Neelesh B. Mehta                             | Karnataka      | Comunicações sem fio               |
| 2018 | Amit Agrawal                                 | Maharashtra    | Fluid mechanics                    |
| 2018 | Ashwin Gumaste                               | Mahrashtra     | Telecom networks                   |

## Ciências Matemáticas

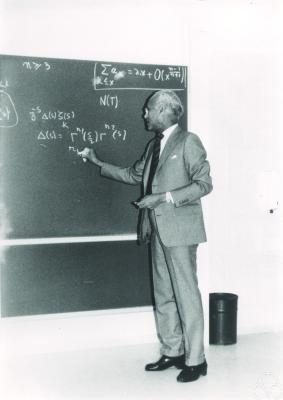
K. S. Chandrasekharan

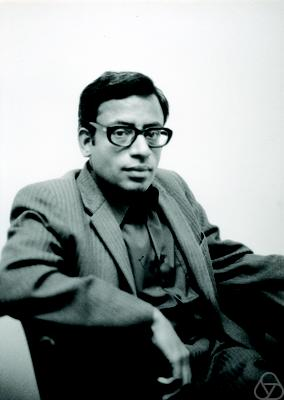
K. R. Parthasarathy

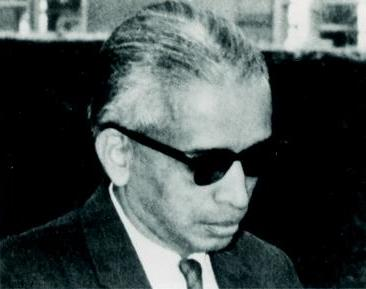
K. G. Ramanathan

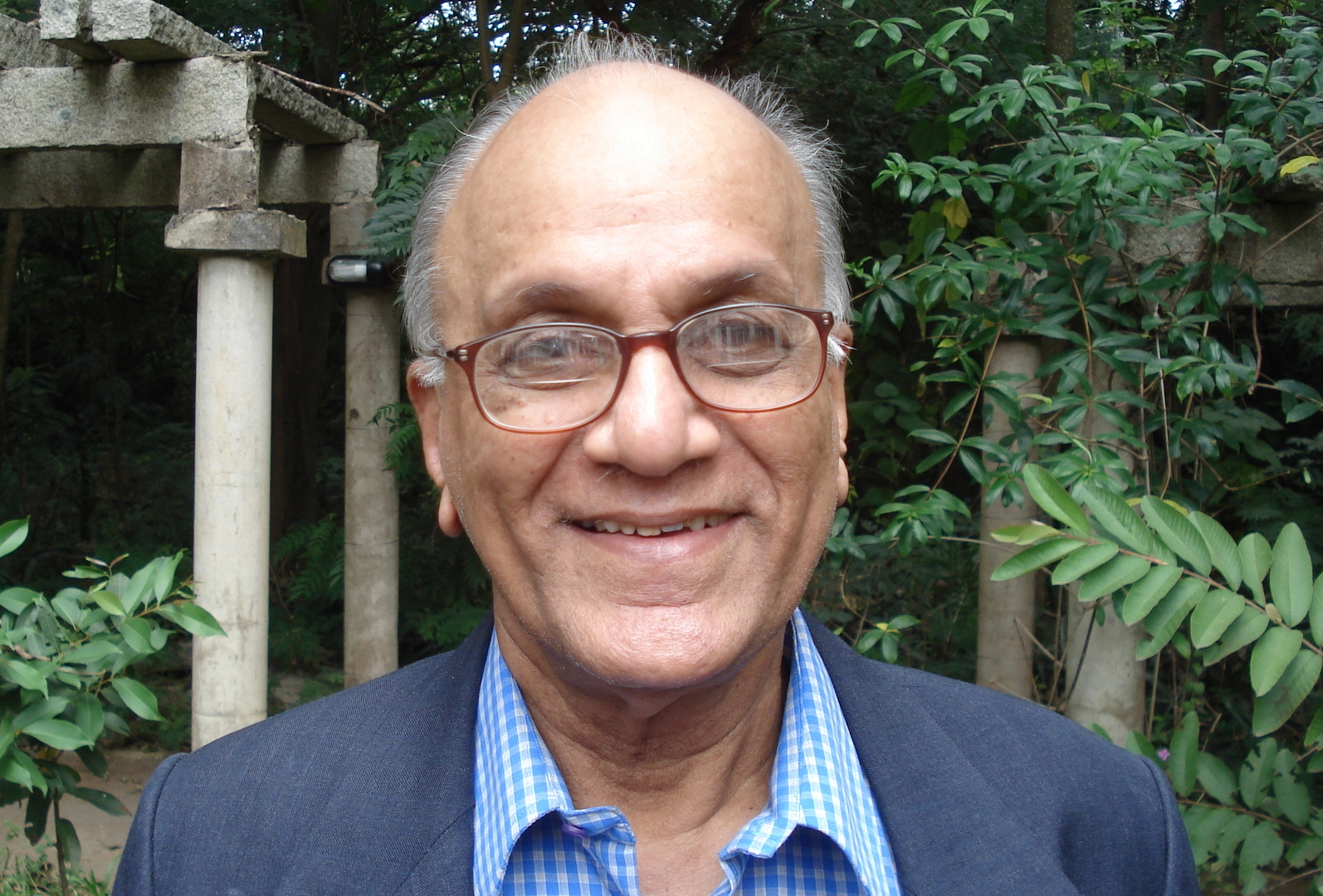
C. S. Seshadri

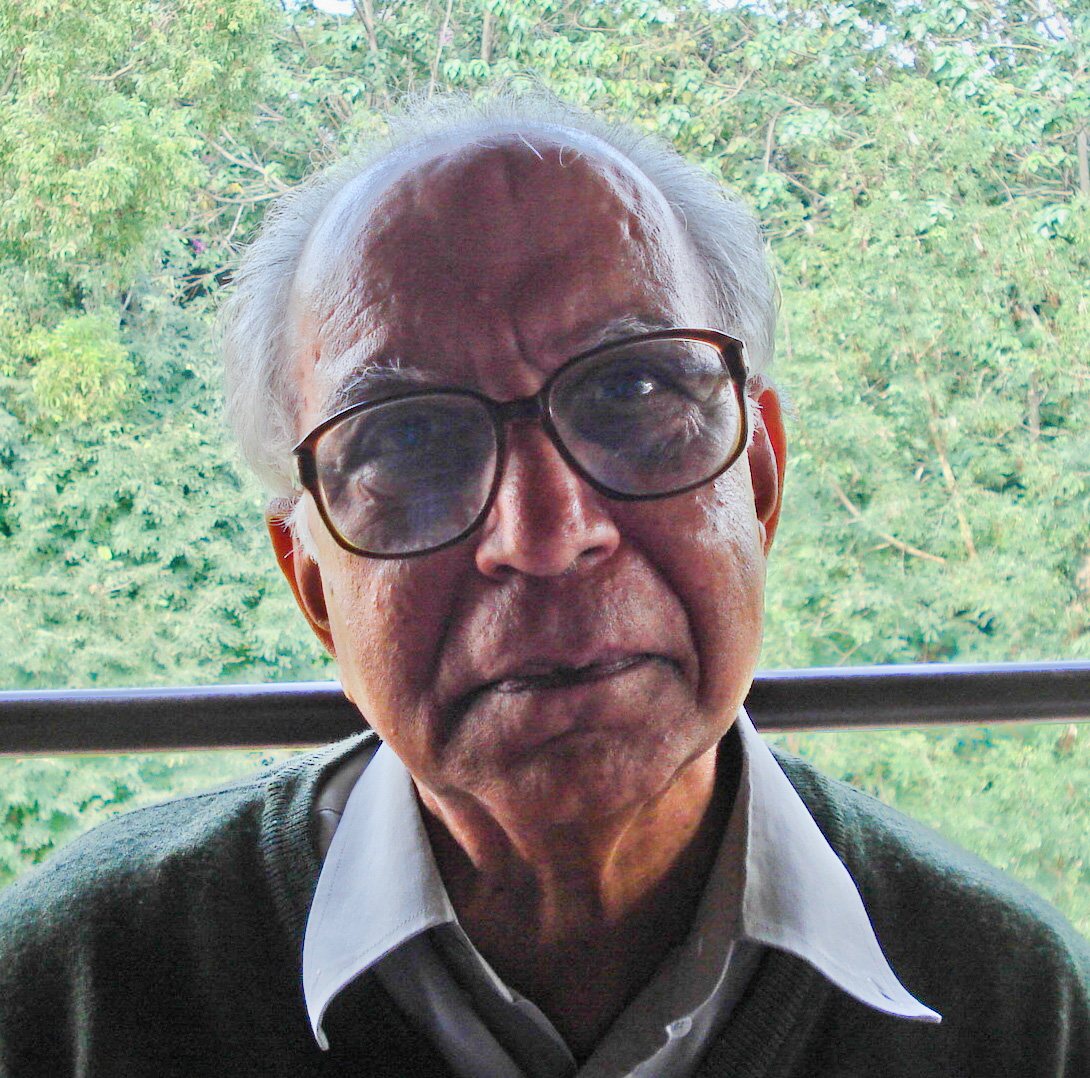
M. S. Narasimhan

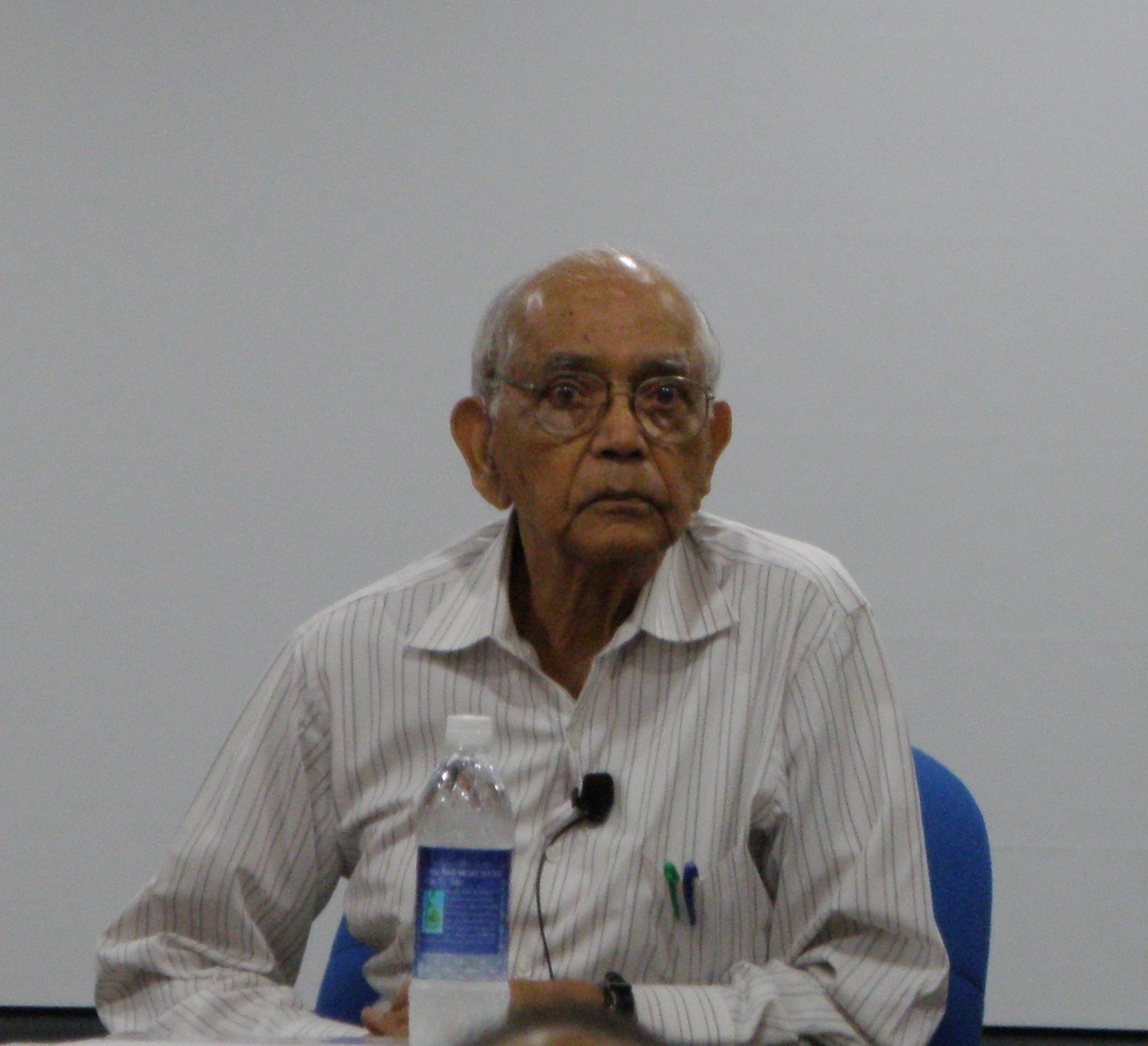
C. R. Rao

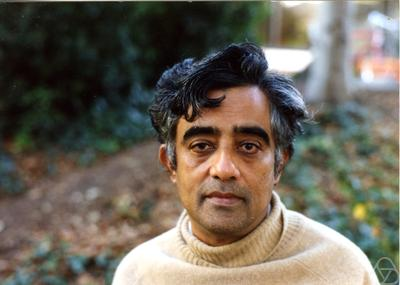
R. Sridharan

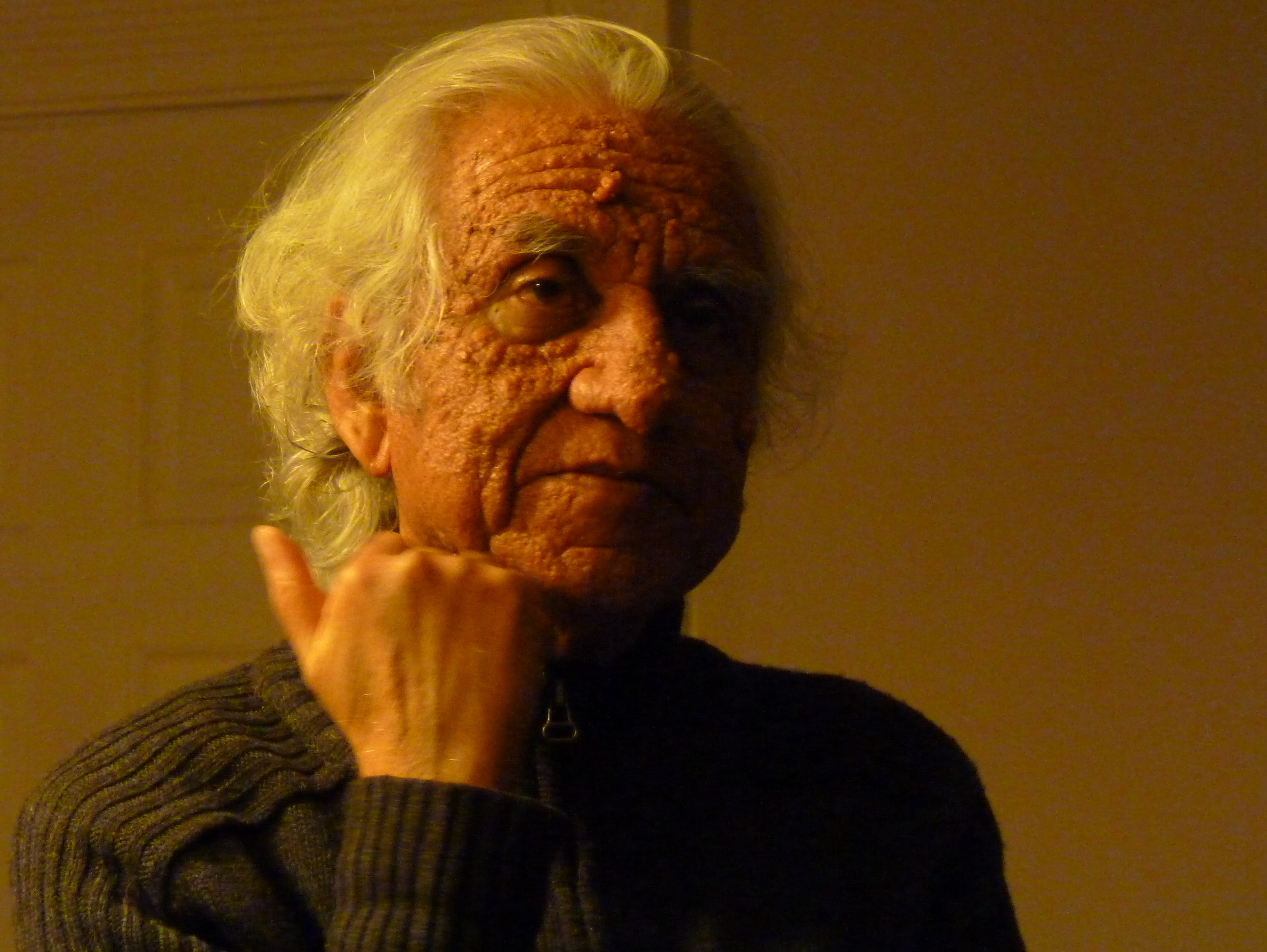
J. K. Ghosh

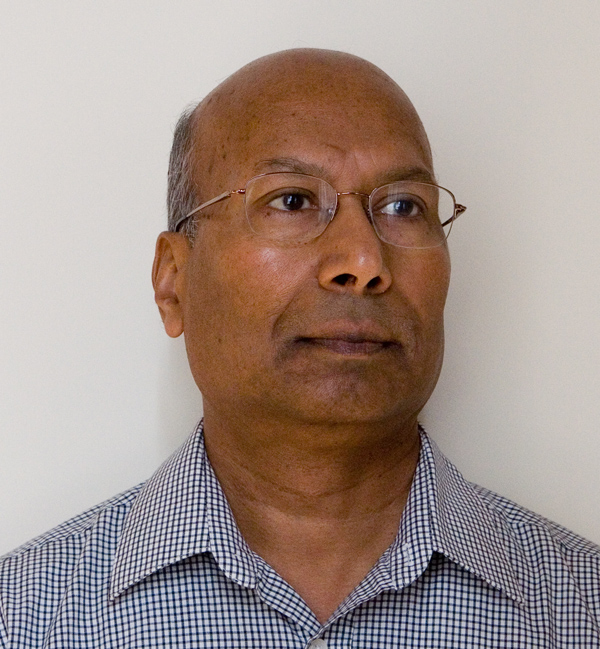
Gopal Prasad

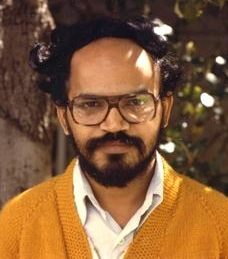
S. G. Dani

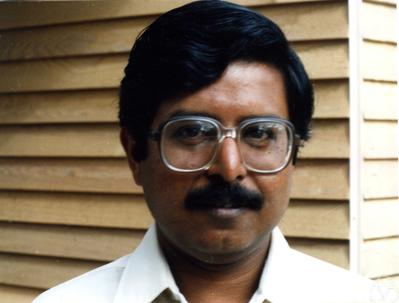
N. Mohan Kumar

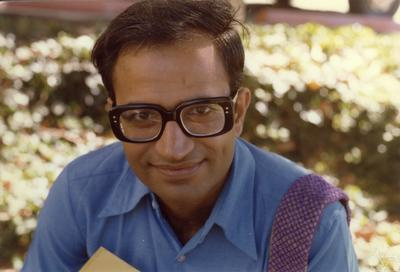
Rajendra Bhatia

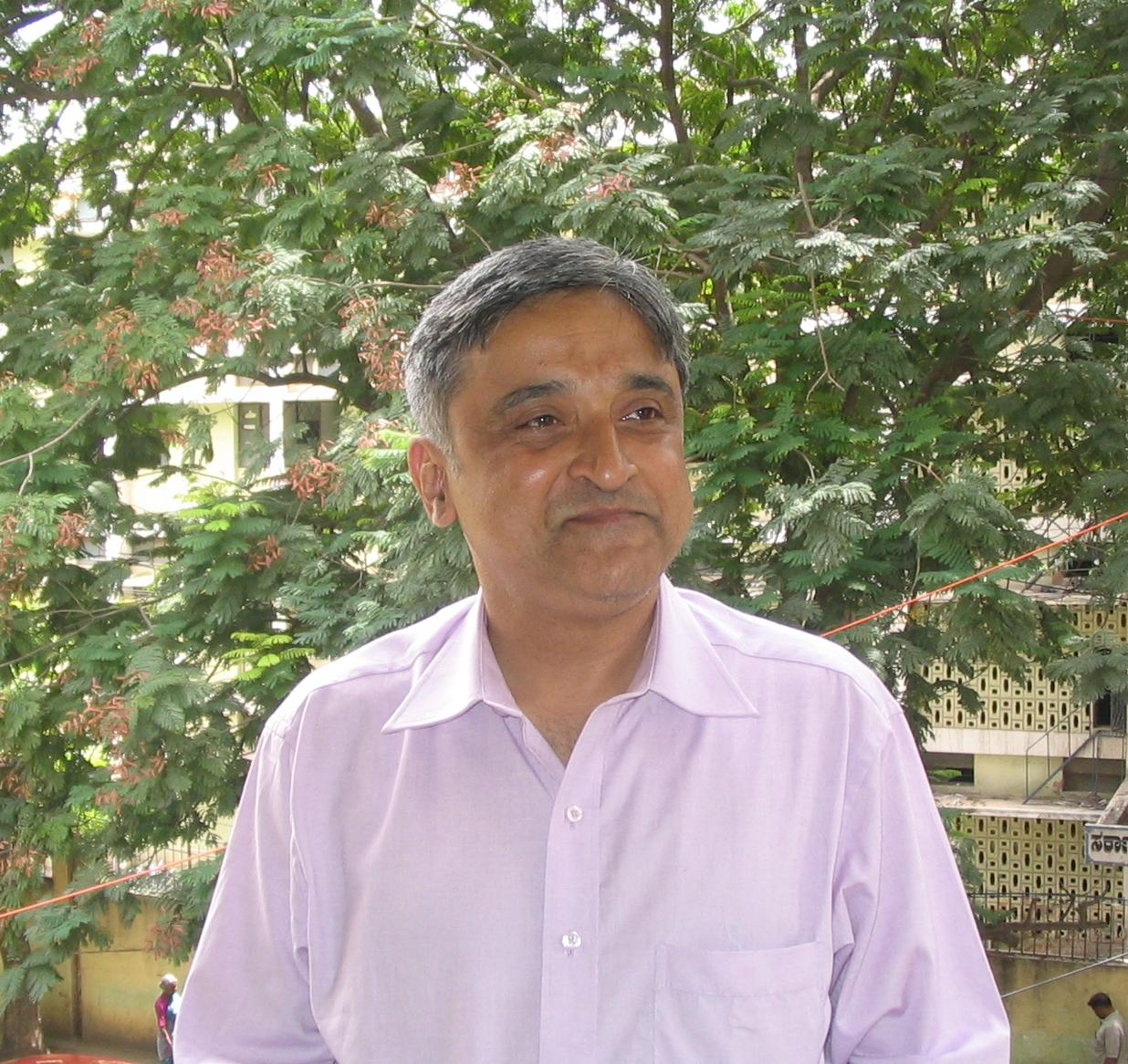
R. L. Karandikar

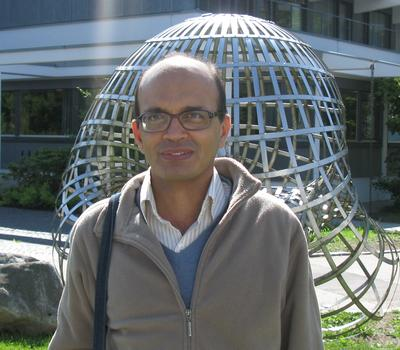
T. N. Venkataramana

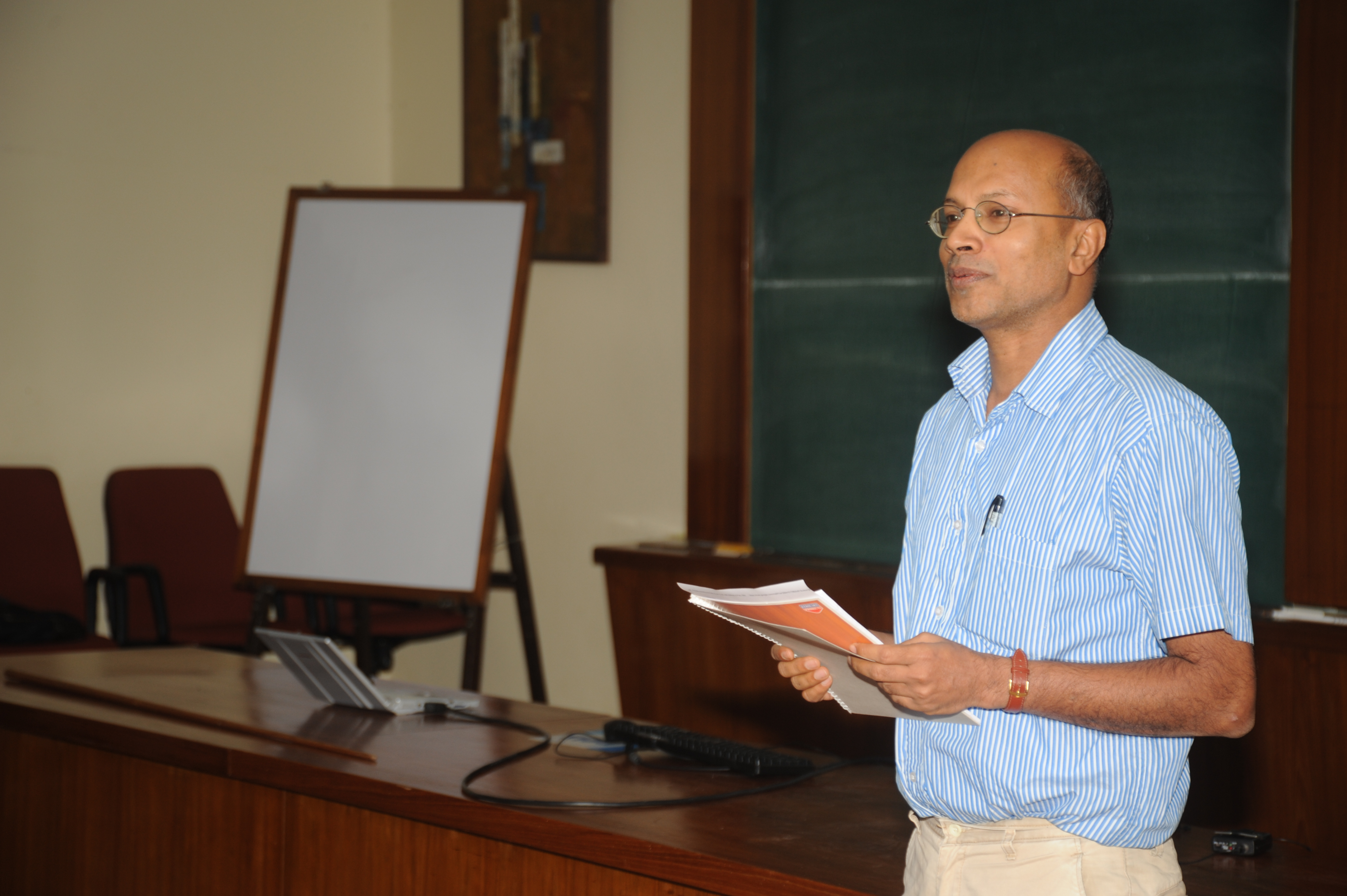
Dipendra Prasad

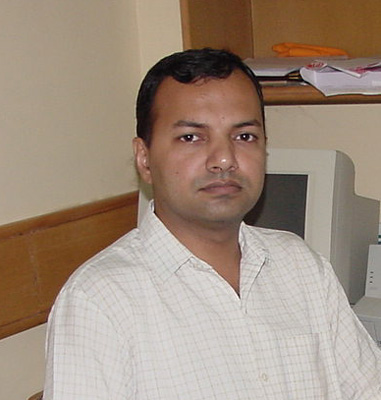
Manindra Agrawal

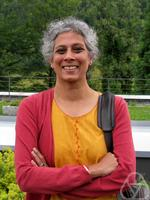
Sujatha Ramdorai

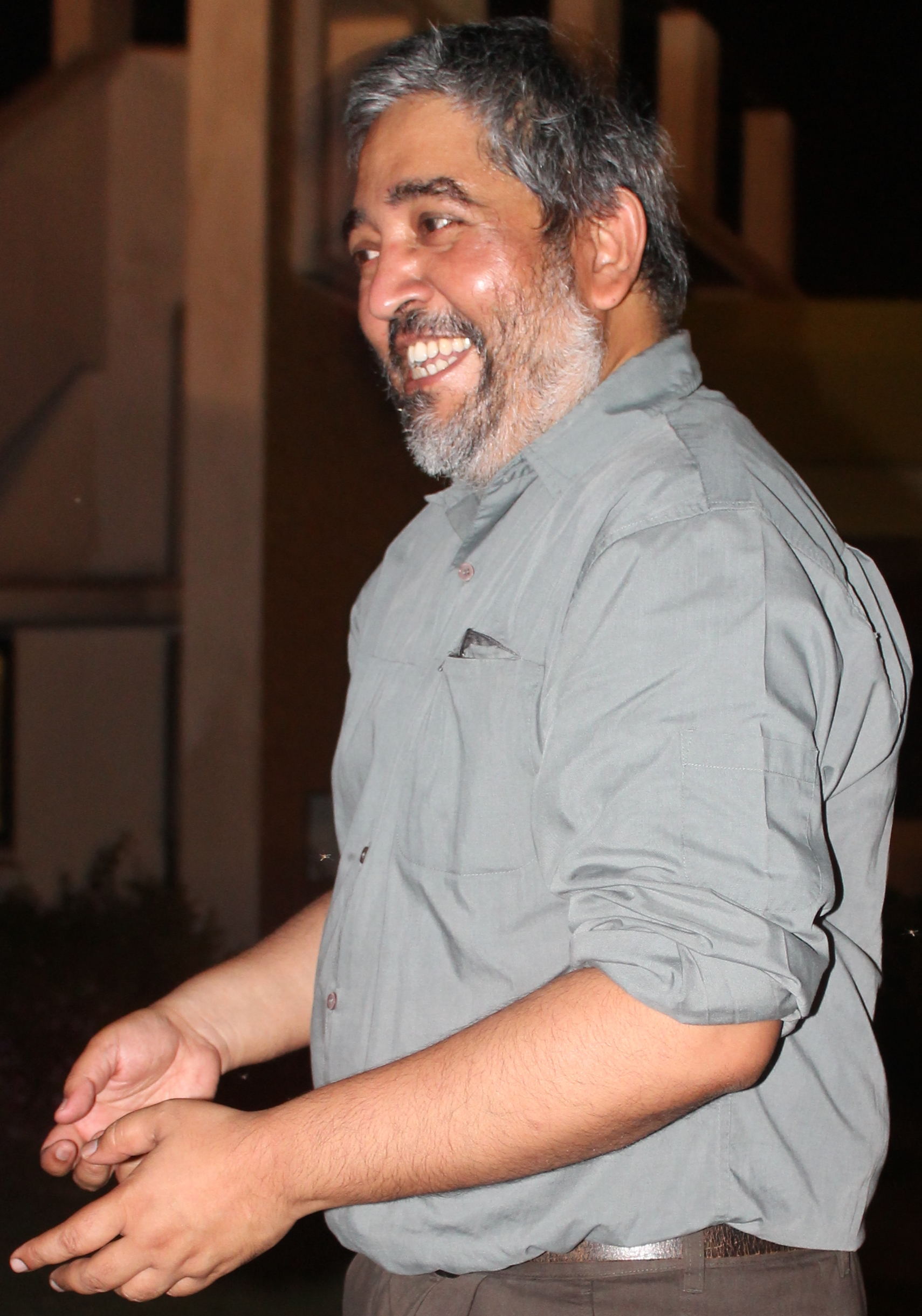
K. H. Paranjape

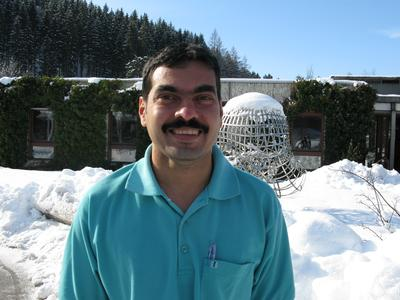
B. V. R. Bhat

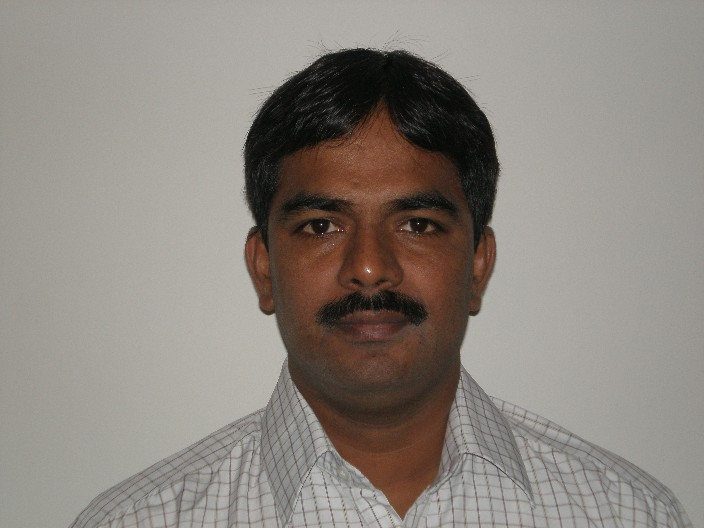
Suresh Venapally

| Ano  | Recipiente                            | Local            | Especialização                       |
| ---- | ------------------------------------- | ---------------- | ------------------------------------ |
| 1959 | K. S. Chandrasekharan                 | Andhra Pradesh   | Teoria dos números                   |
| 1959 | Calyampudi Radhakrishna Rao           | Karnataka        | Cramér–Rao bound                     |
| 1965 | Kollagunta Gopalaiyer Ramanathan      | Andhra Pradesh   | Teoria dos números                   |
| 1972 | C. S. Seshadri                        | Tamil Nadu       | Geometria algébrica                  |
| 1972 | Anadi Sankar Gupta                    | West Bengal      | Dinâmica dos fluidos                 |
| 1975 | Padam Chand Jain                      | Delhi            | Soluções numéricas                   |
| 1975 | Mudumbai Seshachalu Narasimhan        | Karnataka        | Narasimhan–Seshadri theorem          |
| 1976 | Kalyanapuram Rangachari Parthasarathy | Tamil Nadu       | Cálculo estocástico quântico         |
| 1976 | S.K. Trehan                           | Punjab           | Force-free magnetic field            |
| 1977 | Madabusi Santanam Raghunathan         | Andhra Pradesh   | Grupos de Lie                        |
| 1978 | E. M. V. Krishnamurthy                | Tamil Nadu       | Fast Division Algorithm              |
| 1979 | S. Ramanan                            | Tamil Nadu       | Geometria algébrica                  |
| 1979 | Srinivasacharya Raghavan              | Tamil Nadu       | Teoria dos números                   |
| 1980 | Ramaiyengar Sridharan                 | Tamil Nadu       | Álgebra filtrada                     |
| 1981 | Jayanta Kumar Ghosh                   | West Bengal      | Inferência bayesiana                 |
| 1982 | B. L. S. Prakasa Rao                  | Andhra Pradesh   | Inferência estatística               |
| 1982 | Jang Bahadur Shukla                   | Uttar Pradesh    | Modelagem matemática                 |
| 1983 | Phoolan Prasad                        | Uttar Pradesh    | Equações diferenciais parciais       |
| 1983 | Inder Bir Singh Passi                 | Punjab           | Teoria dos grupos                    |
| 1985 | Rajagopalan Parthasarathy             | Tamil Nadu       | Blattner's conjecture                |
| 1985 | Surender Kumar Malik                  | Haryana          | Fenômenos não-lineares               |
| 1986 | Thiruvenkatachari Parthasarathy       | Tamil Nadu       | Teoria dos jogos                     |
| 1986 | Udai Bhan Tewari                      | Uttar Pradesh    | Álgebra de grupo                     |
| 1987 | Tarlok Nath Shorey                    | Maharashtra      | Teoria dos números                   |
| 1987 | Raman Parimala                        | Tamil Nadu       | Álgebra                              |
| 1988 | Mihir Baran Banerjee                  | Himachal Pradesh | Hidrodinâmica                        |
| 1988 | Kalyan Bidhan Sinha                   | Delhi            | Teoria matemática da dispersão       |
| 1989 | Gopal Prasad                          | Uttar Pradesh    | Grupos de Lie                        |
| 1990 | Ramachandran Balasubramanian          | Tamil Nadu       | Função zeta de Riemann               |
| 1990 | Shrikrishna Gopalrao Dani             | Karnataka        | Teoria ergódica                      |
| 1991 | Vikram Bhagvandas Mehta               | Maharashtra      | Frobenius split                      |
| 1991 | Annamalai Ramanathan                  | Tamil Nadu       | Frobenius splitting                  |
| 1992 | Maithili Sharan                       | Rajastan         | Modelagem matemática                 |
| 1993 | Navin M. Singhi                       | Maharashtra      | Combinatória                         |
| 1993 | Karmeshu                              | Delhi            | Modelagem matemática                 |
| 1994 | Neithalath Mohan Kumar                | Kerala           | Álgebra comutativa                   |
| 1995 | Rajendra Bhatia                       | Delhi            | Função matricial                     |
| 1996 | Vaikalathur Shankar Sunder            | Tamil Nadu       | Subfactor                            |
| 1998 | Trivandrum Ramakrishnan Ramadas       | Tamil Nadu       | Geometria algébrica                  |
| 1998 | Subhashis Nag                         | Tamil Nadu       | String theory                        |
| 1999 | Rajeeva Laxman Karandikar             | Madhya Pradesh   | Probability theory                   |
| 2000 | Rahul Mukerjee                        | West Bengal      | Statistics                           |
| 2001 | Tyakal Nanjundiah Venkataramana       | Karnataka        | Grupos algébricos                    |
| 2001 | Gadadhar Misra                        | Odisha           | Teoria dos operadores                |
| 2002 | Sundaram Thangavelu                   | Tamil Nadu       | Harmonic analysis                    |
| 2002 | Dipendra Prasad                       | Maharashtra      | Teoria dos números                   |
| 2003 | Manindra Agrawal                      | Uttar Pradesh    | AKS primality test                   |
| 2003 | Vasudevan Srinivas                    | Karnataka        | Geometria algébrica                  |
| 2004 | Sujatha Ramdorai                      | Karnataka        | Teoria de Iwasawa                    |
| 2004 | Arup Bose                             | West Bengal      | Análise sequencial                   |
| 2005 | Probal Chaudhuri                      | West Bengal      | Quantile regression                  |
| 2005 | Kapil Hari Paranjape                  | Maharashtra      | Geometria algébrica                  |
| 2006 | Vikraman Balaji                       | Tamil Nadu       | Geometria algébrica                  |
| 2006 | Indranil Biswas                       | Maharashtra      | Geometria algébrica                  |
| 2007 | B. V. Rajarama Bhat                   | West Bengal      | Teoria dos operadores                |
| 2008 | Jaikumar Radhakrishnan                | Maharashtra      | Combinatória                         |
| 2009 | Suresh Venapally                      | Telangana        | Álgebra                              |
| 2011 | Mahan Mitra                           | West Bengal      | Geometria hiperbólica                |
| 2011 | Palash Sarkar                         | West Bengal      | Criptografia                         |
| 2012 | Siva Athreya                          | Karnakata        | Teoria das probabilidades            |
| 2012 | Debashish Goswami                     | West Bengal      | Geometria não-comutativa             |
| 2013 | Eknath Prabhakar Ghate                | Maharashtra      | Teoria dos números                   |
| 2014 | Kaushal Kumar Verma                   | Karnataka        | Análise complexa                     |
| 2015 | K. Sandeep                            | Karnataka        | Equação diferencial parcial elíptica |
| 2015 | Ritabrata Munshi                      | Maharashtra      | Teoria dos números                   |
| 2016 | Amlendu Krishna                       | Maharashtra      | Geometria algébrica                  |
| 2016 | Naveen Garg                           | Delhi            | Theoretical computer science         |
| 2018 | Amit Kumar                            | Delhi            | Theoretical computer science         |
| 2018 | Nitin Saxena                          | Uttar Pradesh    | Theoretical computer science         |

## Ciências Médicas

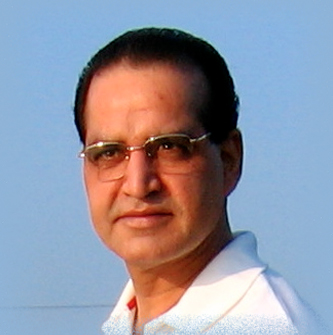
Anil Kumar Tyagi

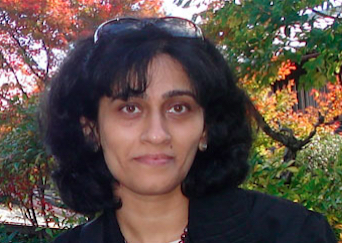
Vidita Vaidya

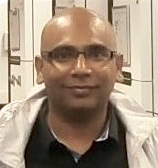
Amit Dutt

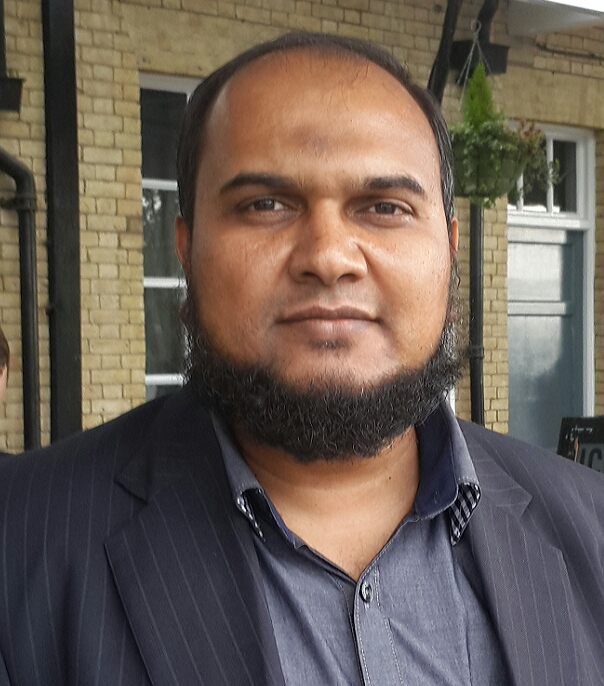
Niyaz Ahmed

| Ano  | Recipiente                   | Local          | Especialização                   |
| ---- | ---------------------------- | -------------- | -------------------------------- |
| 1961 | Ram Behari Arora             | Rajasthan      | Cardiovascular pharmacology      |
| 1963 | Bal Krishan Anand            | Uttar Pradesh  | Neurofisiologia                  |
| 1963 | Sibte Hasan Zaidi            | Uttar Pradesh  | Toxicology                       |
| 1965 | Vulimiri Ramalingaswami      | Andhra Pradesh | Pathology                        |
| 1965 | Nirmal Kumar Dutta           | West Bengal    | Microbiologia                    |
| 1966 | Jyoti Bhusan Chatterjea      | West Bengal    | Haemoglobinopathy                |
| 1966 | Rustom Jal Vakil             | Maharashtra    | Cardiology                       |
| 1967 | M. J. Thirumalachar          | USA            | Micologia                        |
| 1967 | Ajit Kumar Basu              | West Bengal    | Cardiac surgery                  |
| 1968 | Uttamchand Khimchand Sheth   | Maharashtra    | Neurobiologia                    |
| 1968 | Sarashi Ranjan Mukherjee     | West Bengal    | Pharmacology                     |
| 1969 | Ranjit Roy Chaudhury         | Bihar          | Pharmacology                     |
| 1969 | Subramanian Kalyanaraman     | Tamil Nadu     | Neurosurgery                     |
| 1960 | Janak Raj Talwar             | Punjab         | Cardiothoracic surgery           |
| 1960 | Ajit Kumar Maiti             | West Bengal    | Neurofisiologia                  |
| 1960 | Om Dutt Gulati               | Gujarat        | Pharmacology                     |
| 1960 | Nuggehalli Raghuveer Moudgal | Karnataka      | Endocrinologia                   |
| 1960 | Turaga Desiraju              | Andhra Pradesh | Neurofisiologia                  |
| 1960 | Perdur Radhakantha Adiga     | Karnataka      | Biologia da reprodução           |
| 1981 | U. C. Chaturvedi             | Uttar Pradesh  | Virologia                        |
| 1983 | Indira Nath                  | Delhi          | Imunologia                       |
| 1984 | Jagdish Narain Sinha         | Uttar Pradesh  | Neuropharmacology                |
| 1984 | Brahm Shanker Srivastava     | Uttar Pradesh  | Biologia molecular               |
| 1985 | D. K. Ganguly                | West Bengal    | Neurofisiologia                  |
| 1986 | Shyam Swarup Agarwal         | Uttar Pradesh  | Imunologia                       |
| 1986 | Pradeep Seth                 | Delhi          | Microbiologia                    |
| 1990 | Maharaj Kishan Bhan          | Haryana        | Pediatrics                       |
| 1991 | Shashi Wadhwa                | Madhya Pradesh | Neurobiologia                    |
| 1992 | Undurti Narasimha Das        | Andhra Pradesh | Imunologia                       |
| 1992 | Narinder Kumar Mehra         | Punjab         | Immunogenetics                   |
| 1993 | Gaya Prasad Pal              | Madhya Pradesh | Clinical anatomy                 |
| 1994 | Y. D. Sharma                 | Delhi          | Biologia molecular               |
| 1994 | K. B. Sainis                 | Maharashtra    | Imunologia                       |
| 1995 | Anil Kumar Tyagi             | Uttar Pradesh  | Bioquímica                       |
| 1995 | Subrat Kumar Panda           | Odisha         | Virologia                        |
| 1996 | Vijayalakshmi Ravindranath   | Tamil Nadu     | Neurociência                     |
| 1996 | Shiv Kumar Sarin             | Rajastan       | Hepatology                       |
| 1997 | Satish K. Gupta              | Haryana        | Imunologia                       |
| 1997 | Vijay Kumar                  | Bihar          | Biologia molecular               |
| 1998 | G. Balakrish Nair            | Kerala         | Microbiologia                    |
| 1999 | Ch. Mohan Rao                | Andhra Pradesh | Biologia molecular               |
| 2000 | Shahid Jameel                | Uttar Pradesh  | Virologia                        |
| 2001 | Birendra Nath Mallick        | West Bengal    | Neurobiologia                    |
| 2002 | Sunil Pradhan                | Uttar Pradesh  | Neurology                        |
| 2003 | Chinmoy Sankar Dey           | Delhi          | Biologia molecular               |
| 2003 | Anil Kumar Mandal            | West Bengal    | Glaucoma                         |
| 2004 | Chetan Eknath Chitnis        | Maharashtra    | Parasitologia                    |
| 2005 | Javed Agrewala               | Uttar Pardesh  | Imunologia                       |
| 2006 | V. S. Sangwan                | Haryana        | Biologia celular                 |
| 2007 | P. N. Rangarajan             | Karnataka      | Gene expression                  |
| 2008 | Ravinder Goswami             | Delhi          | Endocrinologia                   |
| 2009 | Santosh G. Honavar           | Maharashtra    | Ocular oncology                  |
| 2010 | Mitali Mukerji               | Delhi          | Genômica humana, Ayurgenômica    |
| 2011 | K. Narayanaswamy Balaji      | Karnataka      | Micologia                        |
| 2012 | Sandip Basu                  | Maharashtra    | Medicina nuclear                 |
| 2013 | Pushkar Sharma               | Uttar Pradesh  | Imunologia                       |
| 2014 | Anurag Agrawal               | Delhi          | Doenças respiratória             |
| 2015 | Vidita Ashok Vaidya          | Maharashtra    | Neurociência                     |
| 2016 | Niyaz Ahmed                  | Telangana      | Molecular epidemiology, genômica |
| 2017 | Amit Dutt                    | Maharashtra    | Genômica                         |
| 2017 | Deepak Gaur                  | Delhi          | Vaccine development              |
| 2018 | Ganesan Venkatasubramanian   | Karnataka      | Psychiatry                       |

## Ciências Físicas

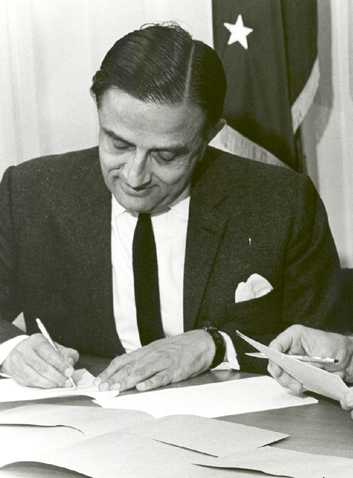
Vikram Sarabhai

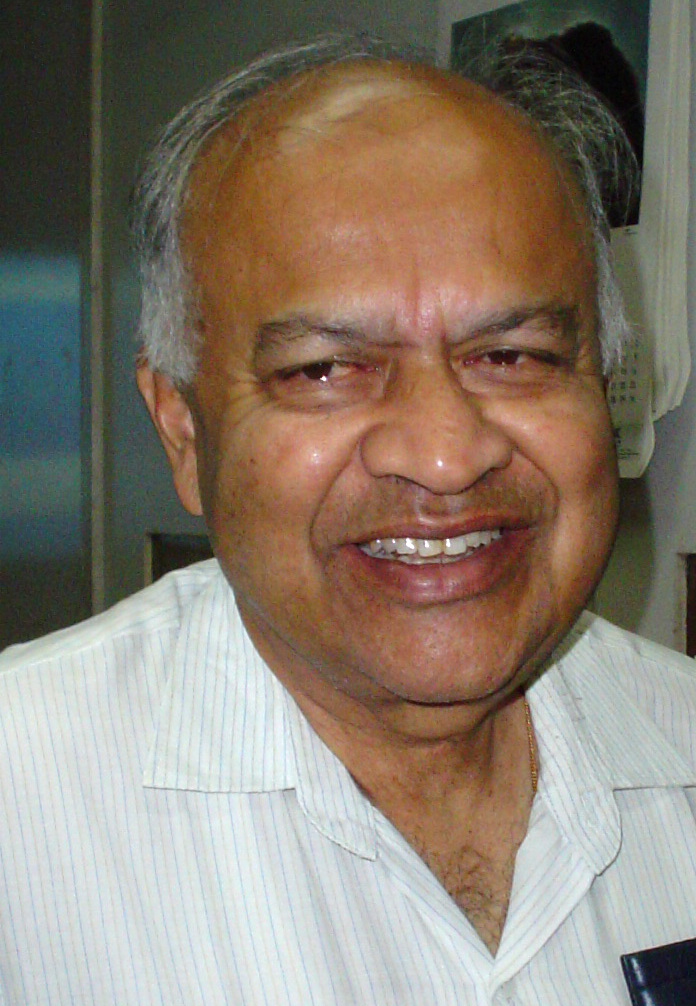
Jayant Narlikar

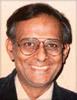
Ajoy Ghatak

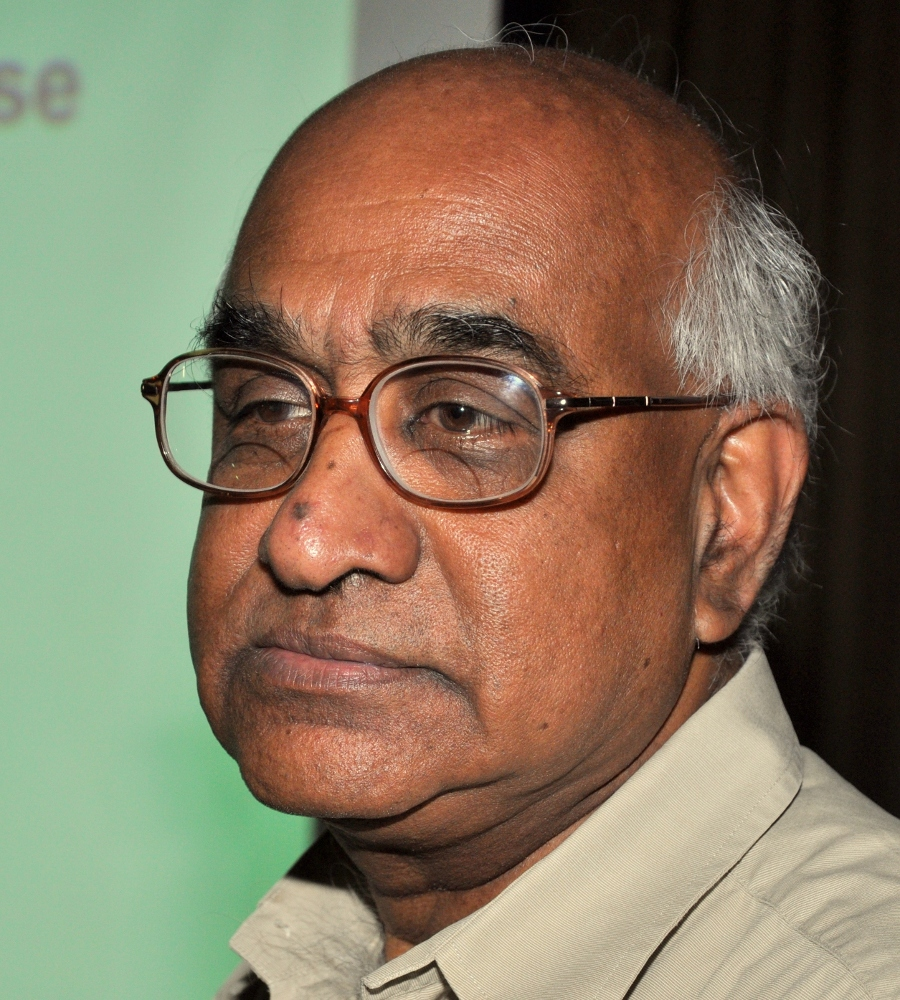
T. V. Ramakrishnan

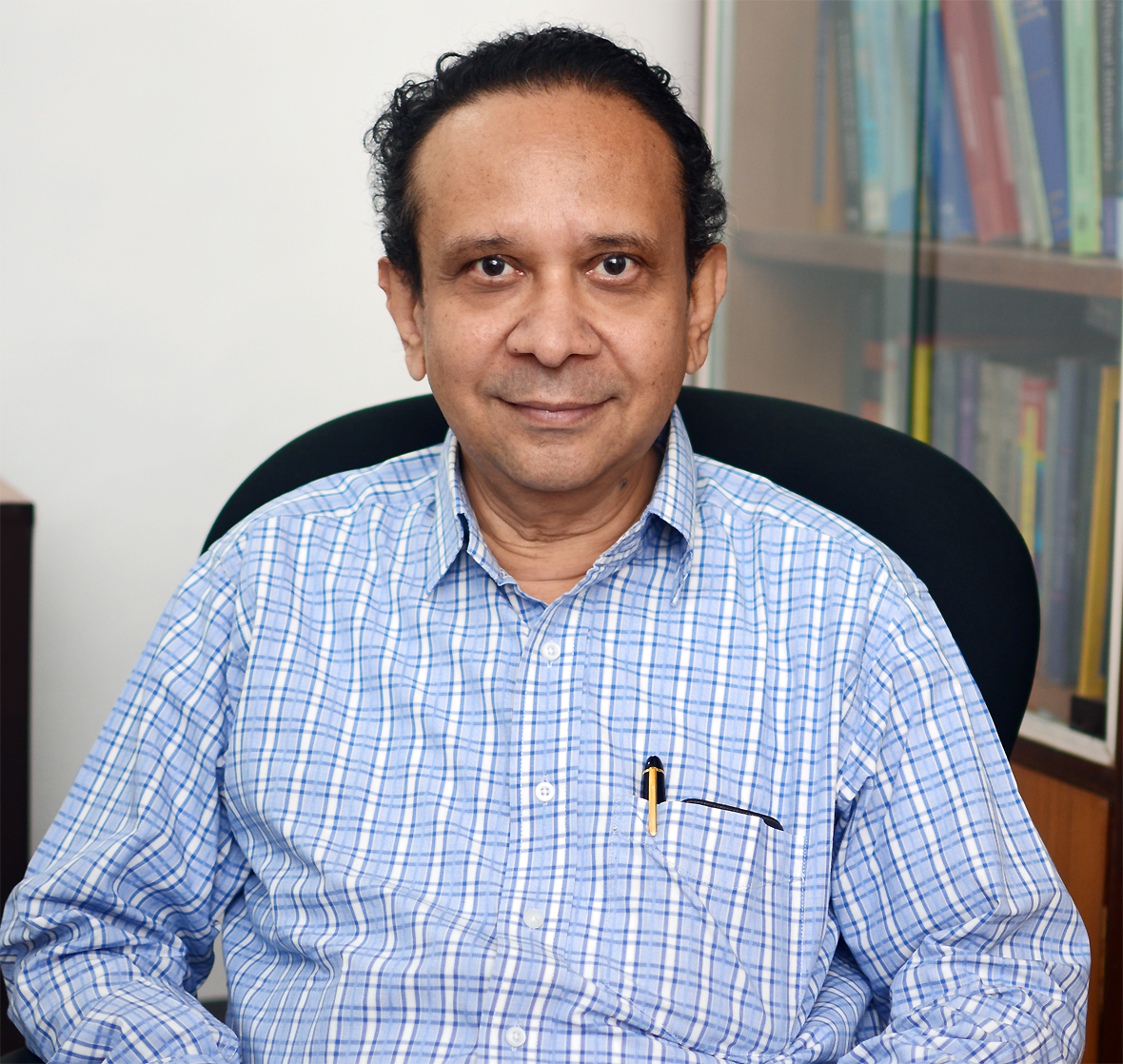
Thanu Padmanabhan

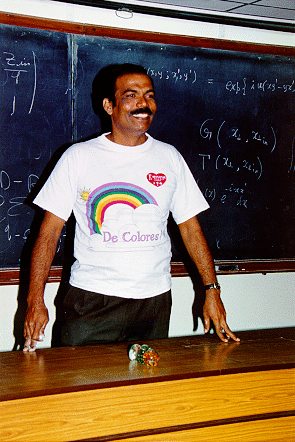
Rajiah Simon

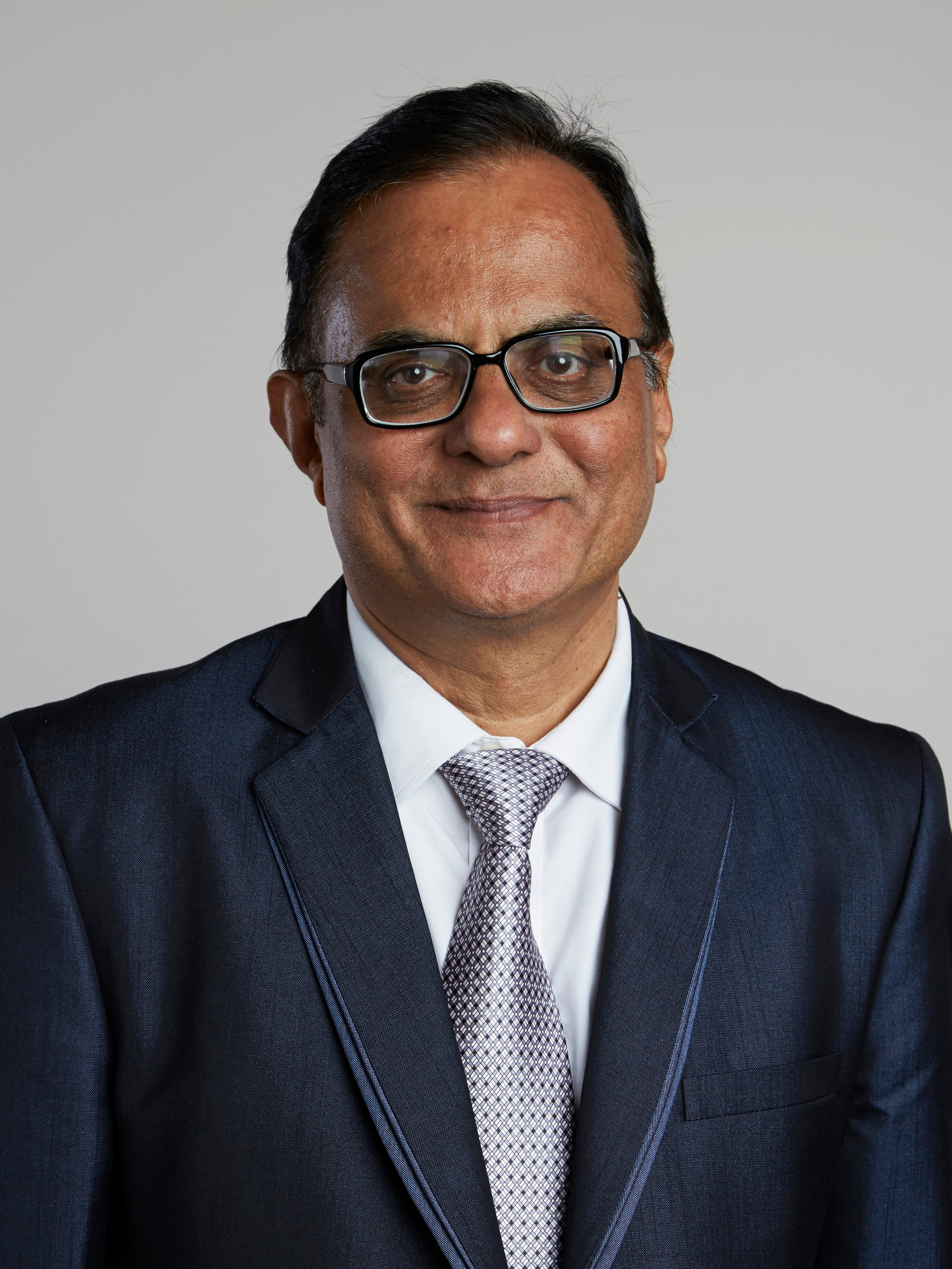
Ajay K. Sood

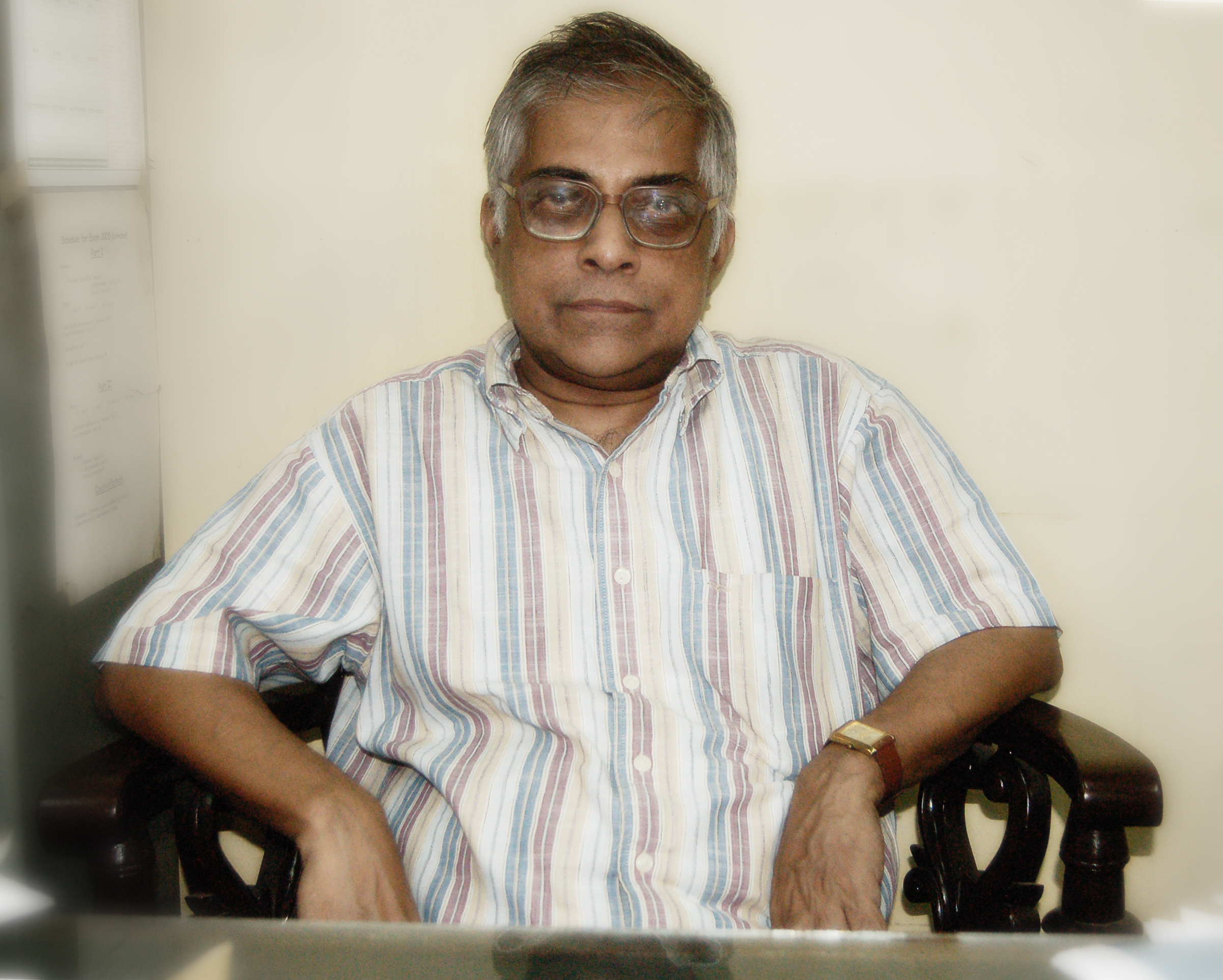
Amitava Raychaudhuri

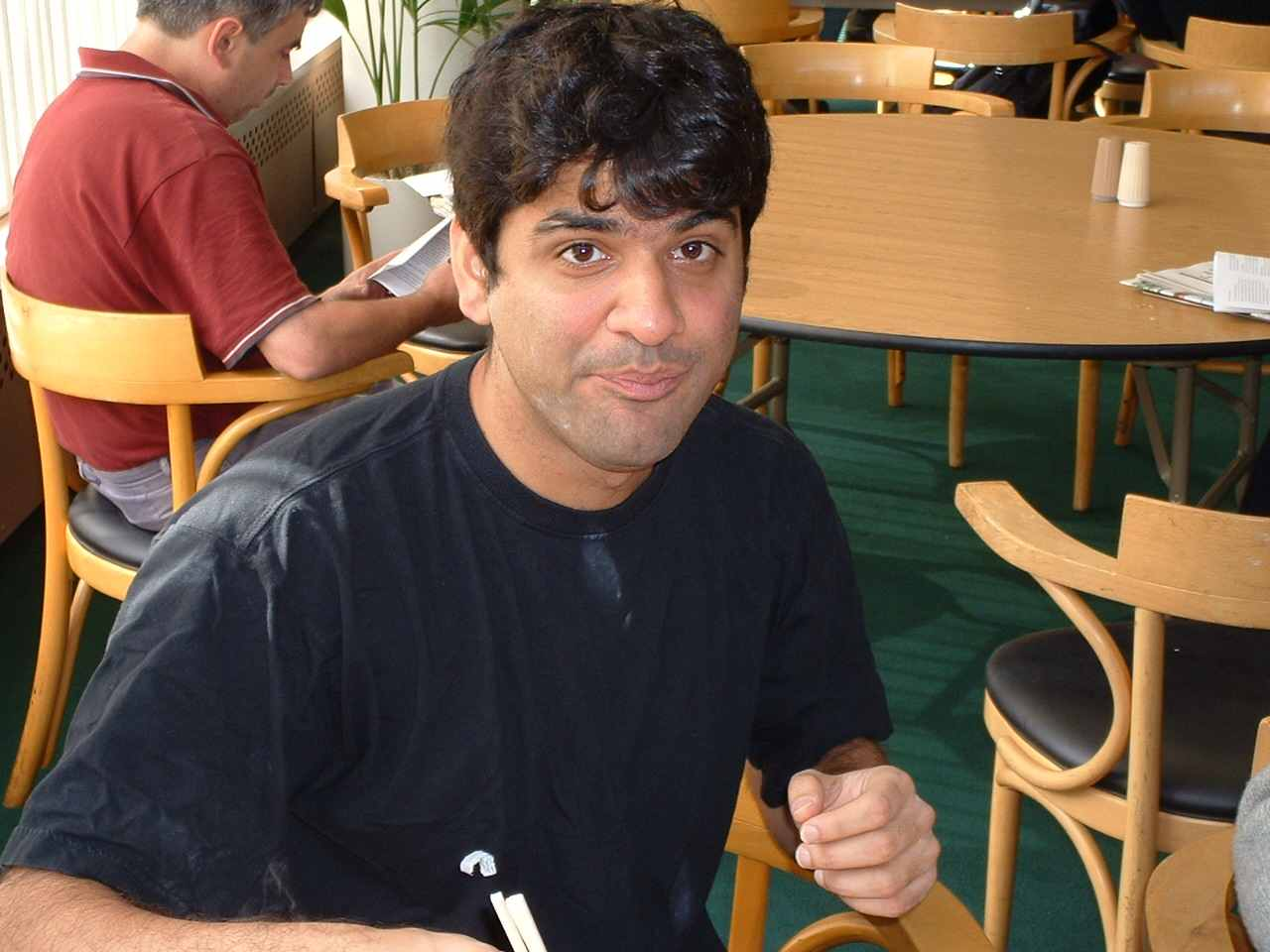
Shiraz Minwalla

| Ano  | Recipiente                                 | Institute                         | Local             | Especialização                      |
| ---- | ------------------------------------------ | --------------------------------- | ----------------- | ----------------------------------- |
| 1958 | Kariamanickam Srinivasa Krishnan           |                                   | Tamil Nadu        | Efeito Raman                        |
| 1960 | M. G. K. Menon                             |                                   | Kerala            | Física de partículas                |
| 1961 | Gopalasamudram Narayana Ramachandran       |                                   | Tamil Nadu        | Gráfico de Ramachandran             |
| 1962 | Vikram Ambalal Sarabhai                    |                                   | Gujarat           | Ciência do espaço                   |
| 1963 | Raja Ramanna                               |                                   | Karnataka         | Física nuclear                      |
| 1964 | Ajit Ram Verma                             |                                   | Uttar Pradesh     | Cristalografia                      |
| 1965 | Barry Ramachandra Rao                      |                                   | Andhra Pradesh    | Cristalografia                      |
| 1966 | Sivaraj Ramaseshan                         |                                   | Tamil Nadu        | Cristalografia                      |
| 1966 | S. C. Jain                                 |                                   | Uttar Pradesh     | Dispositivos semicondutores         |
| 1967 | Devendra Lal                               |                                   | Uttar Pradesh     | Geofísica                           |
| 1968 | Ashesh Prasad Mitra                        |                                   | West Bengal       | Física ambiental                    |
| 1969 | Asoke Nath Mitra                           |                                   | Delhi             | Física de partículas                |
| 1970 | Vainu Bappu                                |                                   | Andhra Pradesh    | Astrofísica                         |
| 1971 | Padmanabha Krishnagopala Iyengar           |                                   | Kerala            | Física nuclear                      |
| 1972 | Sivaramakrishna Chandrasekhar              |                                   | West Bengal       | Cristalografia                      |
| 1972 | Shri Krishna Joshi                         |                                   | Uttarakhand       | Nanotecnologia                      |
| 1973 | Virendra Singh                             |                                   | Uttar Pradesh     | Física de alta energia              |
| 1974 | Krityunjai Prasad Sinha                    |                                   | Bihar             | Solid state gravitation             |
| 1974 | Mahendra Singh Sodha                       |                                   | Uttar Pradesh     | Física do plasma                    |
| 1975 | Biswa Ranjan Nag                           |                                   | West Bengal       | Física de semicondutores            |
| 1975 | Kasturi Lal Chopra                         |                                   | Punjab            | Material physics                    |
| 1976 | Chanchal Kumar Majumdar                    |                                   | West Bengal       | Física da matéria condensada        |
| 1976 | Ramanuja Vijayaraghavan                    |                                   | Tamil Nadu        | Física da matéria condensada        |
| 1978 | Jayant Vishnu Narlikar                     |                                   | Maharashtra       | Steady state cosmology              |
| 1978 | E. S. Raja Gopal                           |                                   | Tamil Nadu        | Física da matéria condensada        |
| 1979 | Sudhanshu Shekhar Jha                      |                                   | Bihar             | Física da matéria condensada        |
| 1979 | Ajoy Kumar Ghatak                          |                                   | Uttar Pradesh     | Optical physics                     |
| 1980 | N. S. Satya Murthy                         |                                   | Tamil Nadu        | Molecular reaction dynamics         |
| 1980 | Narasimhaiengar Mukunda                    |                                   | Karnataka         | Quantum mechanics                   |
| 1981 | Ramanujan Srinivasan                       |                                   | Tamil Nadu        | Magnetic resonance phenomena        |
| 1981 | Shasanka Mohan Roy                         | Jawaharlal Nehru University       | Delhi             | Física de alta energia              |
| 1982 | Tiruppattur Venkatachalamurti Ramakrishnan | Indian Institute of Science       | Karnataka         | Física da matéria condensada        |
| 1982 | Girish Saran Agarwal                       |                                   | Uttar Pradesh     | Quantum optics                      |
| 1983 | Shyam Sunder Kapoor                        |                                   | Maharashtra       | Física nuclear                      |
| 1983 | Ramamurti Rajaraman                        | Jawaharlal Nehru University       | Delhi             | Theoretical physics                 |
| 1984 | Ranganathan Shashidhar                     |                                   | USA               | liquid crystals                     |
| 1984 | Ramanath Cowsik                            |                                   | Maharashtra       | Astroparticle physics               |
| 1985 | Narendra Kumar                             |                                   | Chhattisgarh      | Física da matéria condensada        |
| 1985 | Kehar Singh                                |                                   | Uttar Pradesh     | Nanooptics                          |
| 1986 | Predhiman Krishan Kaw                      |                                   | Jammu and Kashmir | Física do plasma                    |
| 1987 | Probir Roy                                 |                                   | West Bengal       | Física de alta energia              |
| 1987 | Vijay Kumar Kapahi                         |                                   | Punjab            | Radio astronomy                     |
| 1988 | Deepak Kumar                               | Jawaharlal Nehru University       | Delhi             | Física da matéria condensada        |
| 1988 | Onkar Nath Srivastava                      |                                   | Uttar Pradesh     | Nanotecnologia                      |
| 1989 | Muthusamy Lakshmanan                       |                                   | Tamil Nadu        | Nonlinear dynamics and chaos theory |
| 1989 | N. V. Madhusudana                          |                                   | Karnataka         | Liquid crystals                     |
| 1990 | Ajay Kumar Sood                            | RRCAT                             | Madhya Pradesh    | Nanotecnologia                      |
| 1990 | Ganapathy Baskaran                         | IMSc                              | Tamil Nadu        | Física da matéria condensada        |
| 1991 | Deepak Dhar                                | TIFR                              | Maharashtra       | Statistical physics                 |
| 1991 | Deepak Mathur                              |                                   | Maharashtra       | Molecular physics                   |
| 1992 | Vikram Kumar                               |                                   | Delhi             | Dispositivos semicondutores         |
| 1992 | Subodh Raghunath Shenoy                    |                                   | Kerala            | Física da matéria condensada        |
| 1993 | Rajiah Simon                               |                                   | Tamil Nadu        | Quantum optics                      |
| 1993 | Gopal Krishna                              |                                   | Maharashtra       | Radio astronomy                     |
| 1994 | Arup Kumar Raychaudhuri                    |                                   | West Bengal       | Solid state physics                 |
| 1994 | Ashoke Sen                                 | Harish-Chandra Research Institute | Uttar Pradesh     | Theoretical physics                 |
| 1995 | Mustansir Barma                            | TIFR                              | Maharashtra       | Statistical physics                 |
| 1996 | Thanu Padmanabhan                          |                                   | Kerala            | Cosmology                           |
| 1997 | Bikas K. Chakrabarti                       |                                   | West Bengal       | Quantum annealing                   |
| 1997 | Amitava Raychaudhuri                       | Harish-Chandra Research Institute | Uttar Pradesh     | Física de partículas                |
| 1998 | A. M. Jayannavar                           |                                   | Karnataka         | Física da matéria condensada        |
| 1998 | Sumit Ranjan Das                           |                                   | USA               | Física de alta energia              |
| 1999 | E. V. Sampathkumaran                       |                                   | Tamil Nadu        | Superconductivity                   |
| 1999 | Sunil Mukhi                                | TIFR                              | Maharashtra       | Theoretical physics                 |
| 2000 | Sriram Ramaswamy                           | Indian Institute of Science       | Karnataka         | Física da matéria condensada        |
| 2000 | Varun Sahni                                |                                   | Maharashtra       | General relativity and gravitation  |
| 2001 | Rahul Pandit                               | Indian Institute of Science       | Karnataka         | Física da matéria condensada        |
| 2002 | Mohit Randeria                             |                                   | USA               | Física da matéria condensada        |
| 2002 | Avinash Deshpande                          |                                   | Karnataka         | Astrofísica                         |
| 2003 | G. Ravindra Kumar                          |                                   | Maharashtra       | Física do plasma                    |
| 2003 | Biswarup Mukhopadhyaya                     | Harish-Chandra Research Institute | Uttar Pradesh     | Física de alta energia              |
| 2004 | Madan Rao                                  |                                   | Karnataka         | Mecânica estatística                |
| 2005 | Sandip Trivedi                             |                                   | Uttar Pradesh     | Física da matéria condensada        |
| 2006 | Sanjay Puri                                | Jawaharlal Nehru University       | Delhi             | Statistical physics                 |
| 2006 | Atish Dabholkar                            |                                   | France            | Quantum gravity                     |
| 2007 | Yashwant Gupta                             |                                   | Maharashtra       | Radio astronomy                     |
| 2007 | Pinaki Majumdar                            | Harish-Chandra Research Institute | Uttar Pradesh     | Física da matéria condensada        |
| 2008 | Raghunathan Srianand                       |                                   | Maharashtra       | Cosmology                           |
| 2008 | Srikanth Sastry                            | JNCASR                            | Karnataka         | Theoretical physics                 |
| 2009 | Rajesh Gopakumar                           | Harish-Chandra Research Institute | Uttar Pradesh     | String theory                       |
| 2009 | Abhishek Dhar                              | Raman Research Institute          | Karnataka         | Física da matéria condensada        |
| 2010 | Umesh Waghmare                             | JNCASR                            | Karnataka         | Física da matéria condensada        |
| 2010 | Kalobaran Maiti                            |                                   | West Bengal       | Física da matéria condensada        |
| 2011 | Shiraz Minwalla                            | TIFR                              | Maharashtra       | String theory                       |
| 2012 | Arindam Ghosh                              | Indian Institute of Science       | Karnataka         | Semiconductors                      |
| 2012 | Krishnendu Sengupta                        |                                   | West Bengal       | Theoretical physics                 |
| 2013 | Amol Dighe                                 |                                   | Maharashtra       | Física de alta energia              |
| 2013 | Vijay Balakrishna Shenoy                   | Indian Institute of Science       | Karnataka         | Física da matéria condensada        |
| 2014 | Pratap Raychaudhuri                        | TIFR                              | Maharashtra       | Superconductivity                   |
| 2014 | Sadiqali Abbas Rangwala                    | TIFR                              | Maharashtra       | Optical physics                     |
| 2015 | Bedangadas Mohanty                         |                                   | Odisha            | Física de alta energia              |
| 2015 | Mandar Madhukar Deshmukh                   | TIFR                              | Maharashtra       | Física mesoscópica                  |
| 2016 | S. Anantha Ramakrishna                     |                                   | Odisha            | Física da matéria condensada        |
| 2016 | Sudhir Kumar Vempati                       | Indian Institute of Science       | Karnataka         | Física de alta energia              |
| 2017 | Nissim Kanekar                             |                                   | Maharashtra       | Astronomia                          |
| 2017 | Vinay Gupta                                |                                   | Rajasthan         | Materials science                   |
| 2018 | Aditi De                                   | Harish-Chandra Research Institute | Uttar Pradesh     | Quantum Information & Computing     |
| 2018 | Ambarish Ghosh                             | Indian Institute of Science       | Karnataka         | Nano-science                        |